# Hulsterse bolwerken

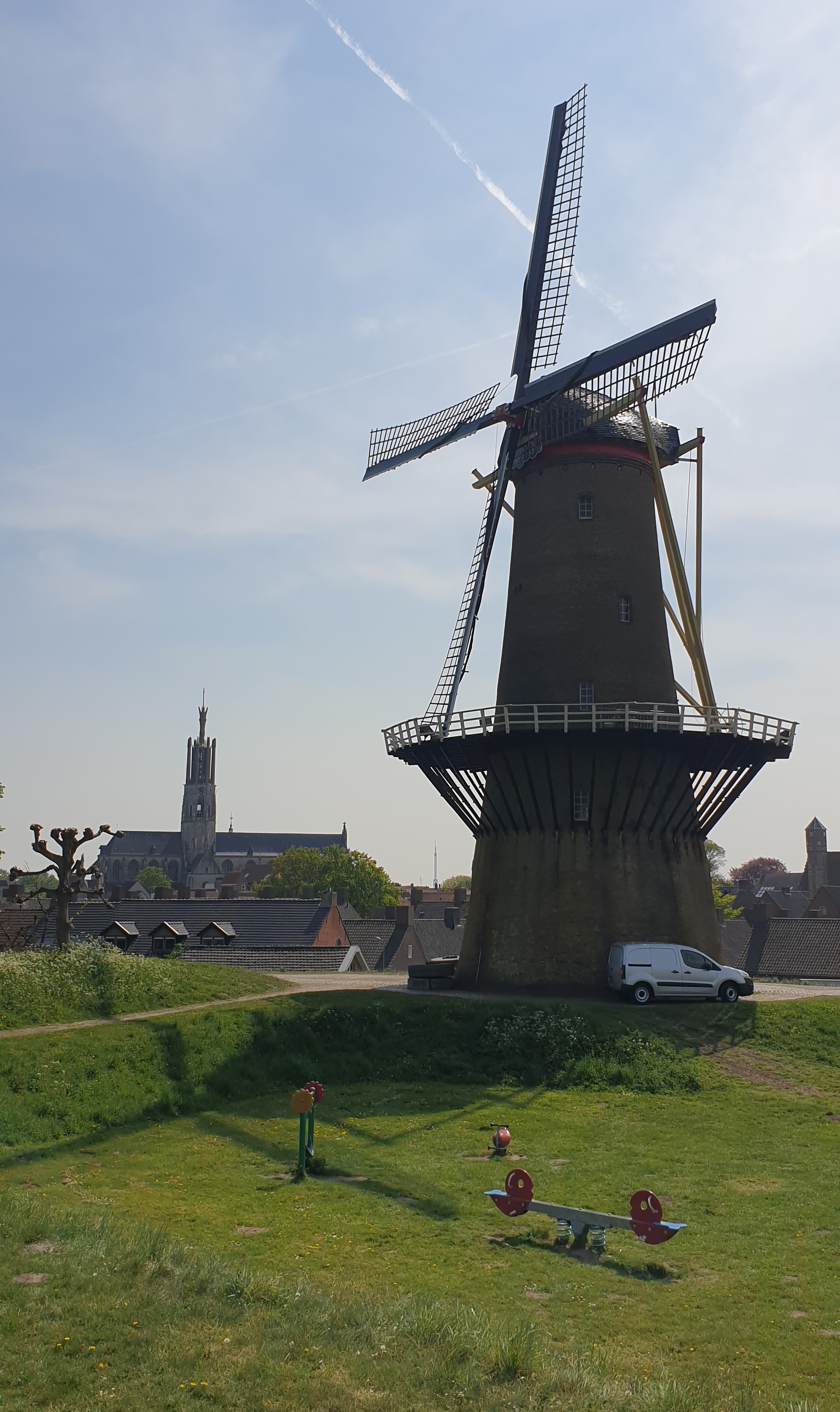
Molenbolwerk met de Stadsmolen en op de achtergrond de Basiliek

De Hulsterse bolwerken zijn intacte vestingswerken uit de 17e eeuw in de stad Hulst, een vestingstad in het oosten van Zeeuws-Vlaanderen. Het geheel kenmerkt zich door vestingen van wallen, vier poorten (Bagijnepoort, Keldermanspoort, Gentse Poort, Dubbele Poort), een ravelijn en negen bolwerken.

## Geschiedenis

### Stadsrechten
Hulst kreeg in 1180 stadsrechten en ontwikkelde zich tot een vesting- en havenstad. Die rechten breidden in 1350 uit en in 1413 kwam er toestemming tot de aanleg van verdedigingswerken.

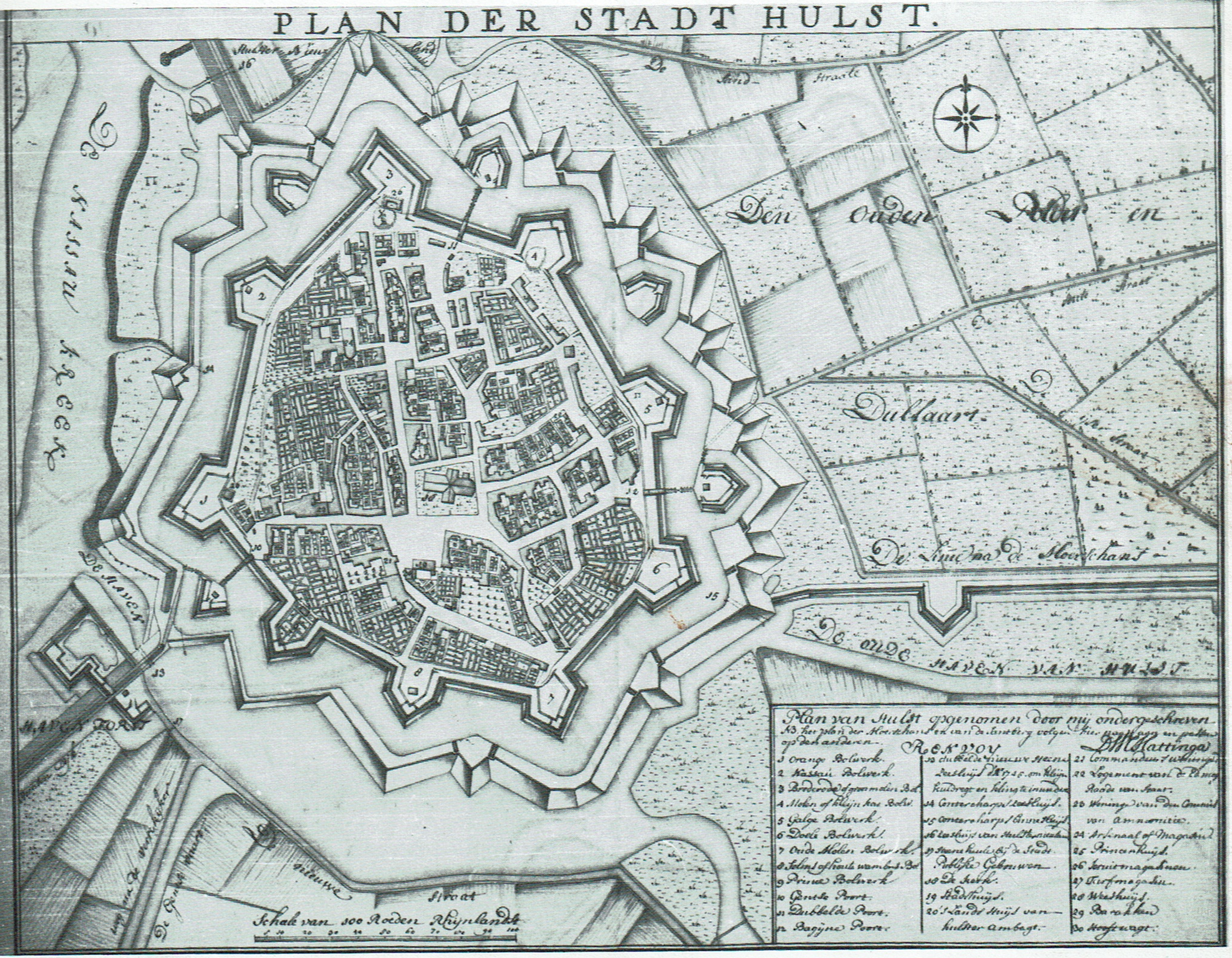
Plan der Stadt Hulst door Anthony Hattinga omstreeks 1750

### Zestiende & zeventiende eeuw
Nadat de 15de-eeuwse vesting tijdens het Beleg van Hulst in 1596 (tijdens de Tachtigjarige Oorlog) onbruikbaar werd (van deze vestingwerken zijn geen resten) en omdat in de Tachtigjarige Oorlog Hulst een strategisch punt was tussen de Noordelijke en Zuidelijke Nederlanden, was het noodzakelijk de stad opnieuw en beter te versterken. De Spaanse koning besloot in het begin van de 17e eeuw de vesting te bouwen. In 1618 startte de bouw van een gebastioneerd stelsel direct rond de stad, bestaande uit wallen, vijfhoekige bolwerken en grachten. Tegelijkertijd werden nieuwe stadspoorten gebouwd. In 1621 was de vesting afgebouwd en klaar als verdediging.

### Achttiende eeuw
Verschillende ontmantelingsplannen zoals die van de Franse regering in 1794 en van de gemeenteraad in 1918 zijn nooit uitgevoerd. De wallen en bolwerken zijn even ingezet als verdediging op het einde van de Tweede Wereldoorlog, toen de Duitsers Hulst als verdedigingssteunpunt in de linie tussen het kanaal van Gent naar Terneuzen en de Schelde inrichtten. In de wallen en bolwerken werden Kazematten en bunkers gebouwd en kanonnen geplaatst.

### 20ste eeuw
Al in de Franse tijd tot in de 20e eeuw werden de stadswallen in percelen verdeeld voor beweiding van schapen. De verdiepte, windluwe delen waren geschikt als bouwland en voor sier- en moestuin. Ook boden ze bovenop als windvanger een goede plaats aan molens.

### En nu?
De binnenstad van Hulst nam in 2012 beschermde maatregelen: nieuwe bebouwing of het wijzigen van de structuren is verboden.

## Bolwerken
De wallen, bolwerken en grachten behielden nauwkeurig hun oorspronkelijke vorm. Van de vijf ravelijnen is niets meer over. Eén is in de jaren '70 in zijn oorspronkelijke vorm opgebouwd. Ten behoeve van de tramlijn Hulst-Walsoorden is er in 1902 naast de Gentse Poort in de wal een coupure gemaakt. Deze coupure is nu de enige volle doorsteek van de vestingwerken. Ook kwamen er kleinere coupures bij de verbreding van de Dubbele Poort en de Graauwse Poort.

### Het Oranjebolwerk

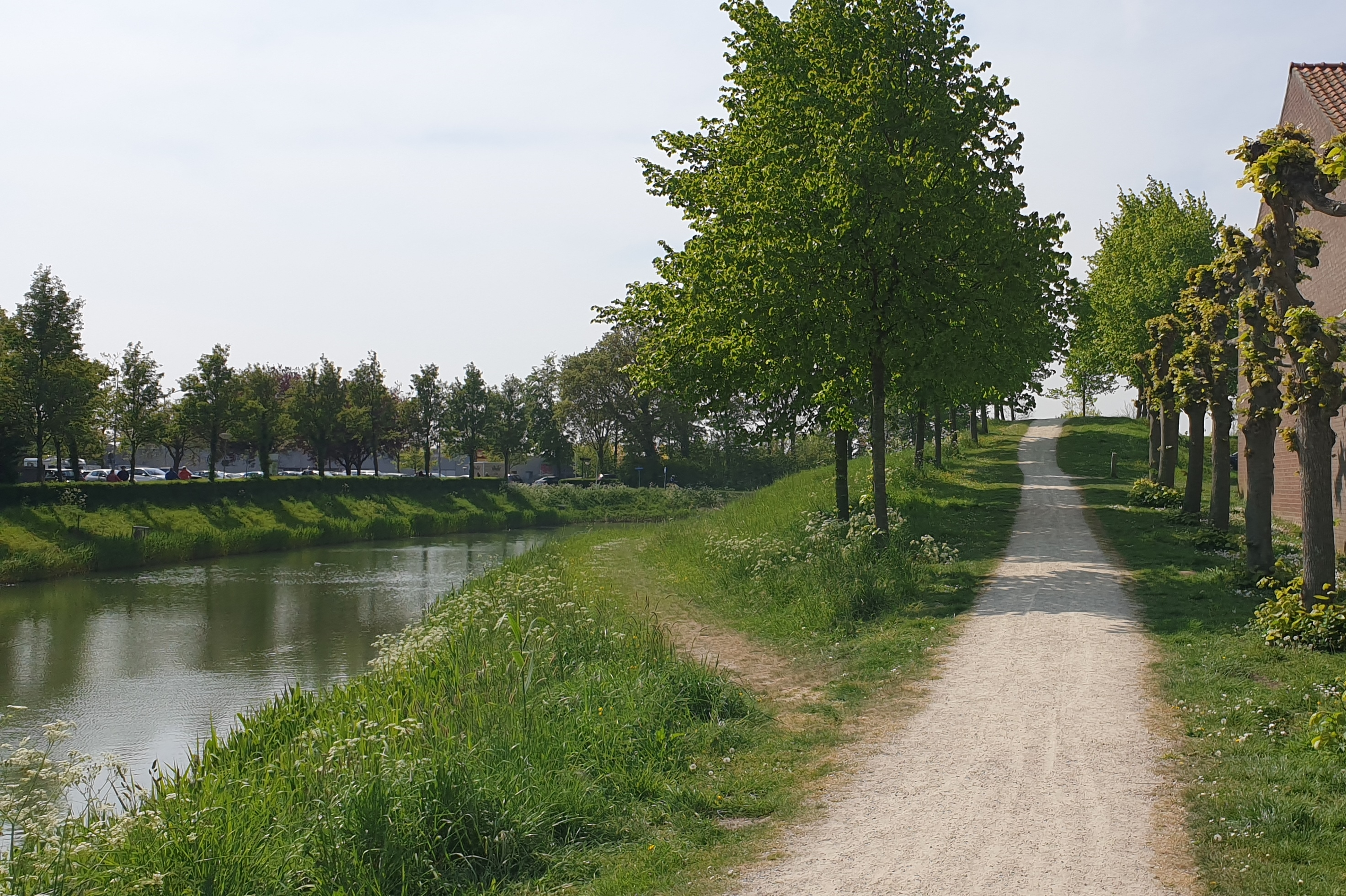
Pad naar het Oranje Bolwerk met links de uitgegraven Vest

Het grootste bolwerk van de reeks is het Oranje Bolwerk. Het diende ter bescherming van de Gentse Poort, de toenmalige ravelijn en de haven. Tussen 1906 en 1955 was er een gasfabriek. Wegens ruimtegebrek graaft de gemeente in 1926 het bolwerk tot op het middenplein af en de binnenvest te dempen om de gasfabriek uit te breiden. Die uitbreiding kwam er niet. Verder waren er op het bolwerk in de 20e eeuw een sociale werkplaats, een brandweerkazerne, een slachterij en een limonadefabriek. Eind 20e eeuw werd de wal langs het bolwerk weer verhoogd en de aanliggende vest uitgegraven tot aan de stationsweg om een parkeerterrein en een verbindingsweg met brug te realiseren. De vervuilde grond van het bolwerk, veroorzaakt door de gasproductie werd gesaneerd. Het Oranje Bolwerk is tegenwoordig (2022) alleen als parkeerterrein te gebruiken.

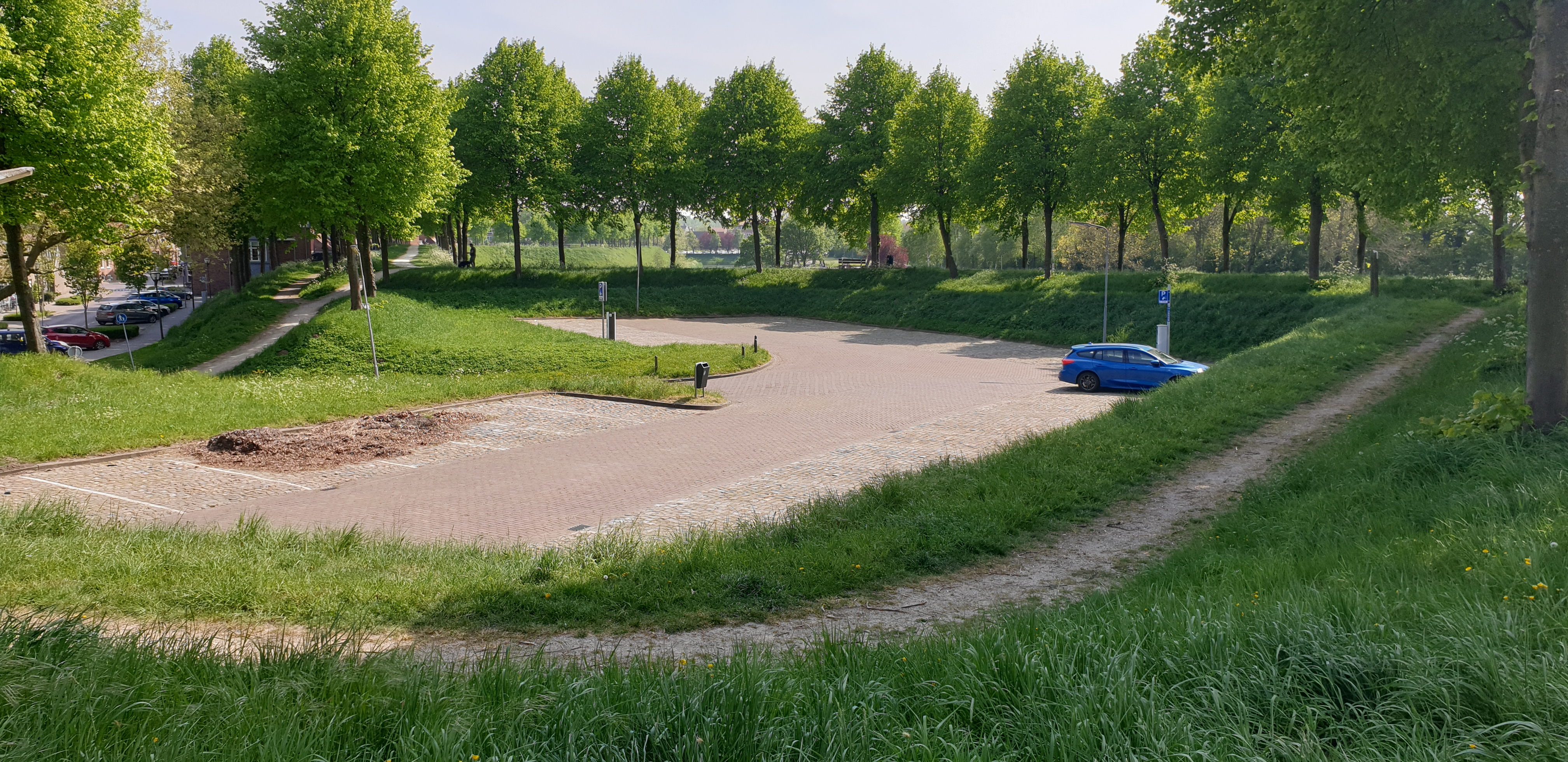
Nassau Bolwerk

### Het Nassaubolwerk

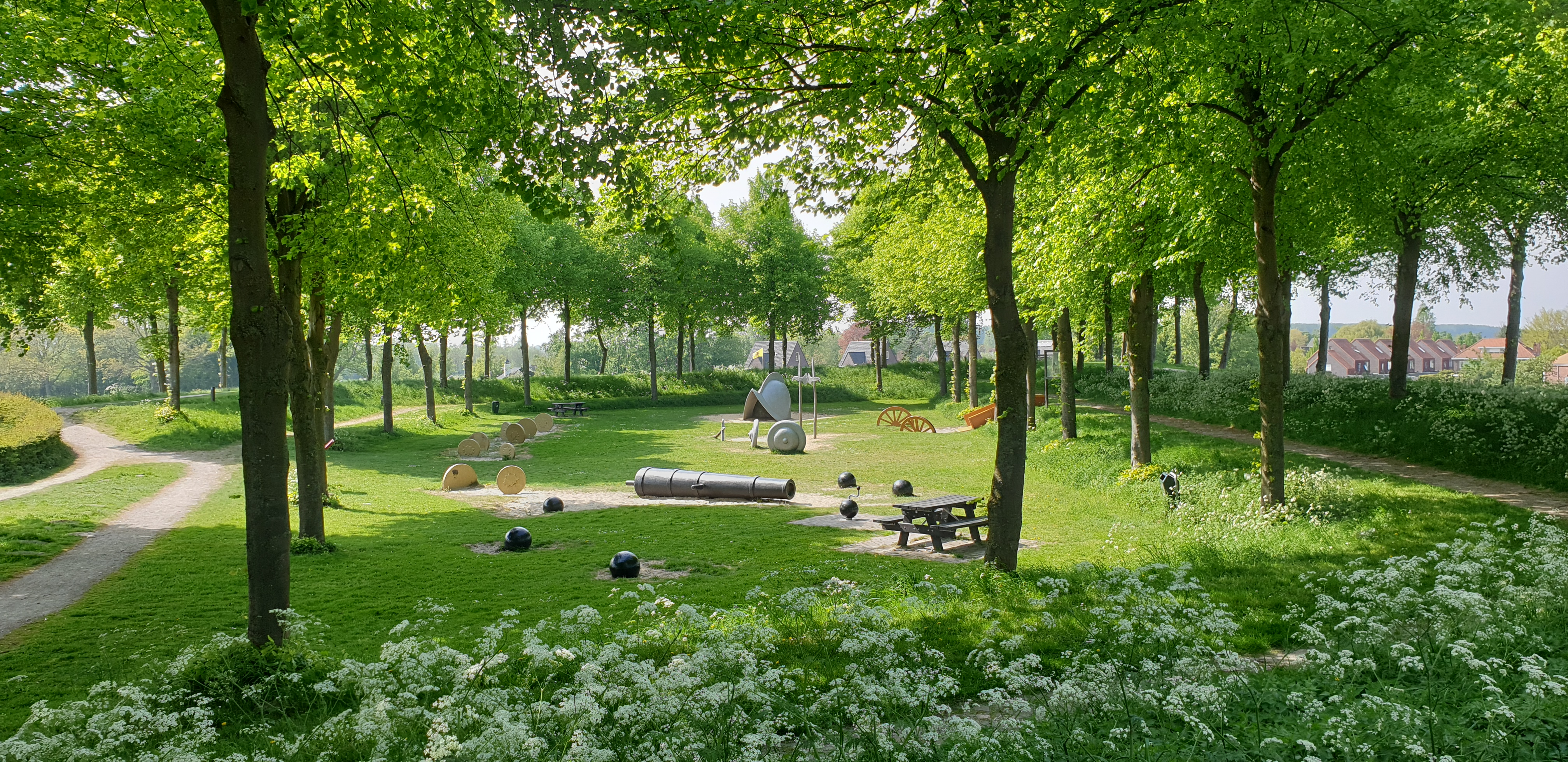
Speeltuin De Vindplaats op het Brederode Bolwerk

Het Nassaubolwerk (voorheen het St. Franciscusbolwerk genoemd, naar het toenmalig nabijgelegen Minderbroederklooster op het ‘s-Gravenhofplein) is een van de kleinste van de negen bolwerken. Aan de overzijde van de gracht zijn van de overblijfselen van een ravelijn en het contrescarp een wandelpark en later een parking gemaakt.

### Brederodebolwerk
Het Brederodebolwerk is genoemd naar een legeroverste van prins Frederik Hendrik, die een groot aandeel had in de verovering van Hulst in 1645. Dit bolwerk wijkt geheel af van de andere acht. Het is groter, zwaarder en langer. De kruin ligt op ruim tien meter boven de onderwal. De vestingwal is het steilst en het hoogst, omdat het buitengebied vanwege zijn hoge ligging dan niet onder water te zetten is. Inundatie was een middel om vijanden buiten de stad te houden. De oostflank moest mede de Dubbele Poort dekken, alsmede de houten bruggen en het ravelijn ervoor. De westflank diende tot bescherming van de Linie van communicatie naar het fort Nassau. Dit bolwerk heeft een hoog gelegen middenplein. Aan de stadzijde van het Brederodebolwerk staan de ruïnes van de Keldermanspoort, ook wel 'Dobbele- of Bollewerckpoort' genoemd. Deze zogenaamde 'Land- en Waterpoort', was het voornaamste verdedigingswerk van een oudere 15e-eeuwse vesting. Sinds een aantal jaar is er op dit bolwerk een speeltuin die de historie van Hulst spelenderwijs uitlegt. Hierbij staat de Spaanse bezetting centraal.

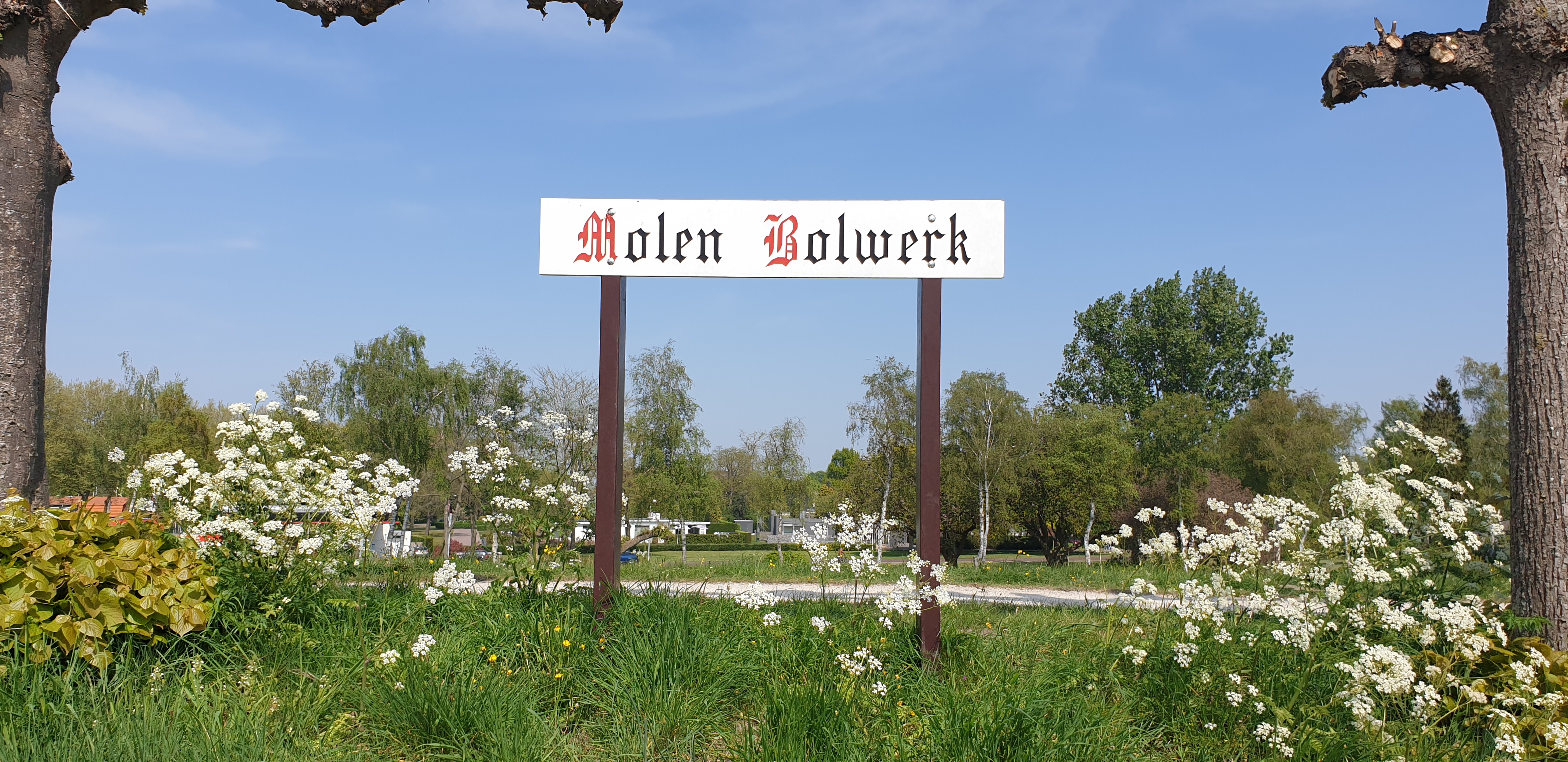
Het Molenbolwerk

### Het Molenbolwerk en Galgebolwerk
Op het Molen Bolwerk staat de stadsmolen: een intacte korenwindmolen uit 1792. Dit bolwerk is volledig groen met een kleine speeltuin en een oud kanon.

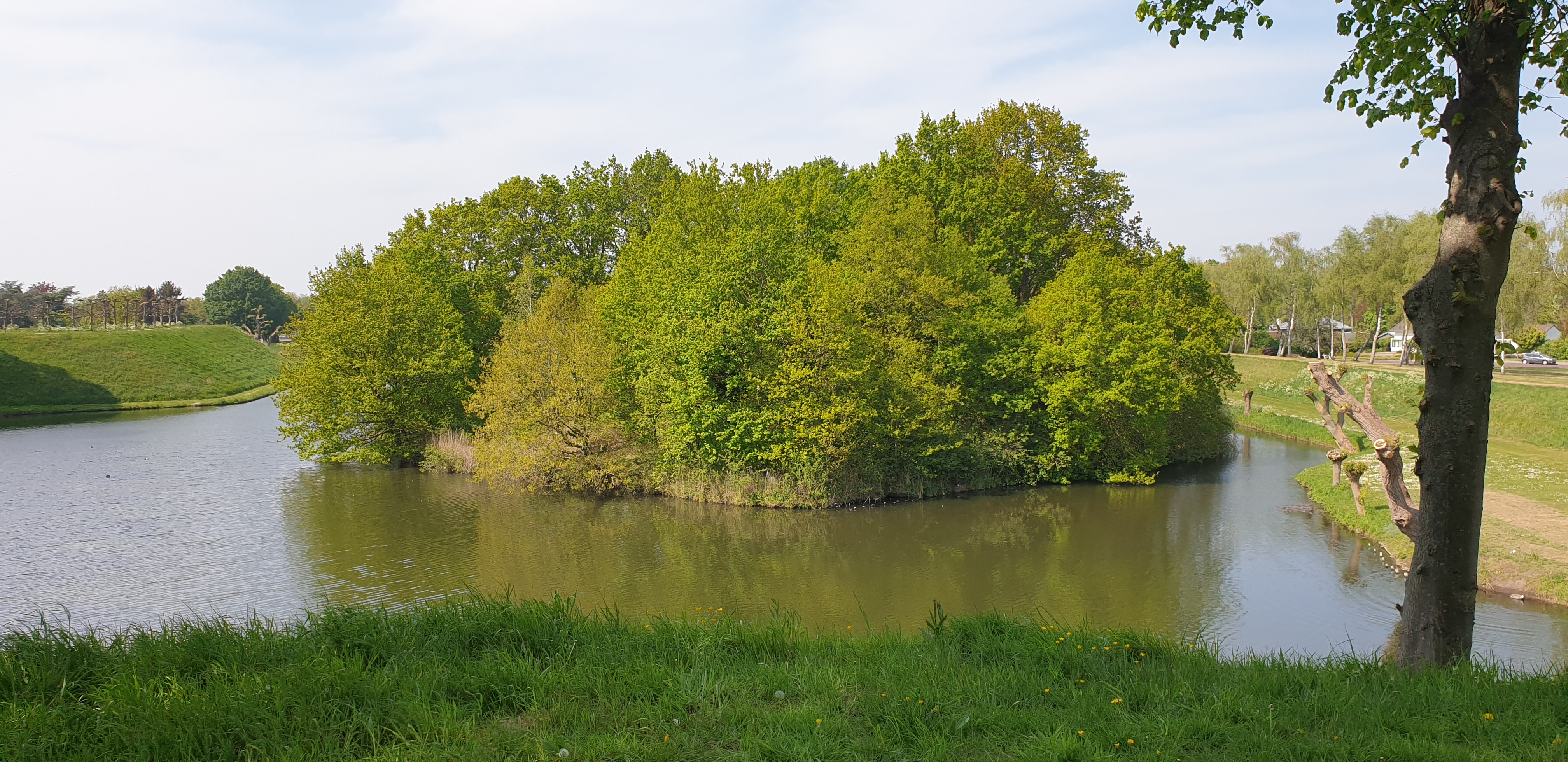
Ravelijn het Konijneneiland gezien vanaf het Galgebolwerk

Het Galgebolwerk (in de volksmond de Menezie genoemd) is groter en zwaarder. Vanaf hier kon de weg naar Graauw worden bestreken. Eind 19e eeuw werd dit niet meer verpacht en was er veel plaats, er stond alleen een ziekenhuisje voor lijders aan besmettelijke ziekten. Daarom werd er begin 20e eeuw een permanente plaats voor de rijkshengstenkeuringen gerealiseerd. In een soort manage (ronde tent van ijzerwerk met gepekt tentdoek) werden paarden afgedraafd gedurende enige tientallen jaren. Dit gebeurde daarvoor provisorisch op de Grote Markt. Tegenwoordig dient het bolwerk als parkeerplaats.
Tussen beide bolwerken bevindt zich het gerestaureerde ravelijn, in de volksmond konijneneiland. Het is een wild begroeid eiland aan de overzijde van de gracht. Dit ravelijn was op die plaats vestingbouwkundig noodzakelijk, omdat de rechte lijn, de courtine, tussen het Galgebolwerk en Molen bolwerk te lang was om het voorterrein doelmatig onder musketvuur te houden.

### Doelen Bolwerk

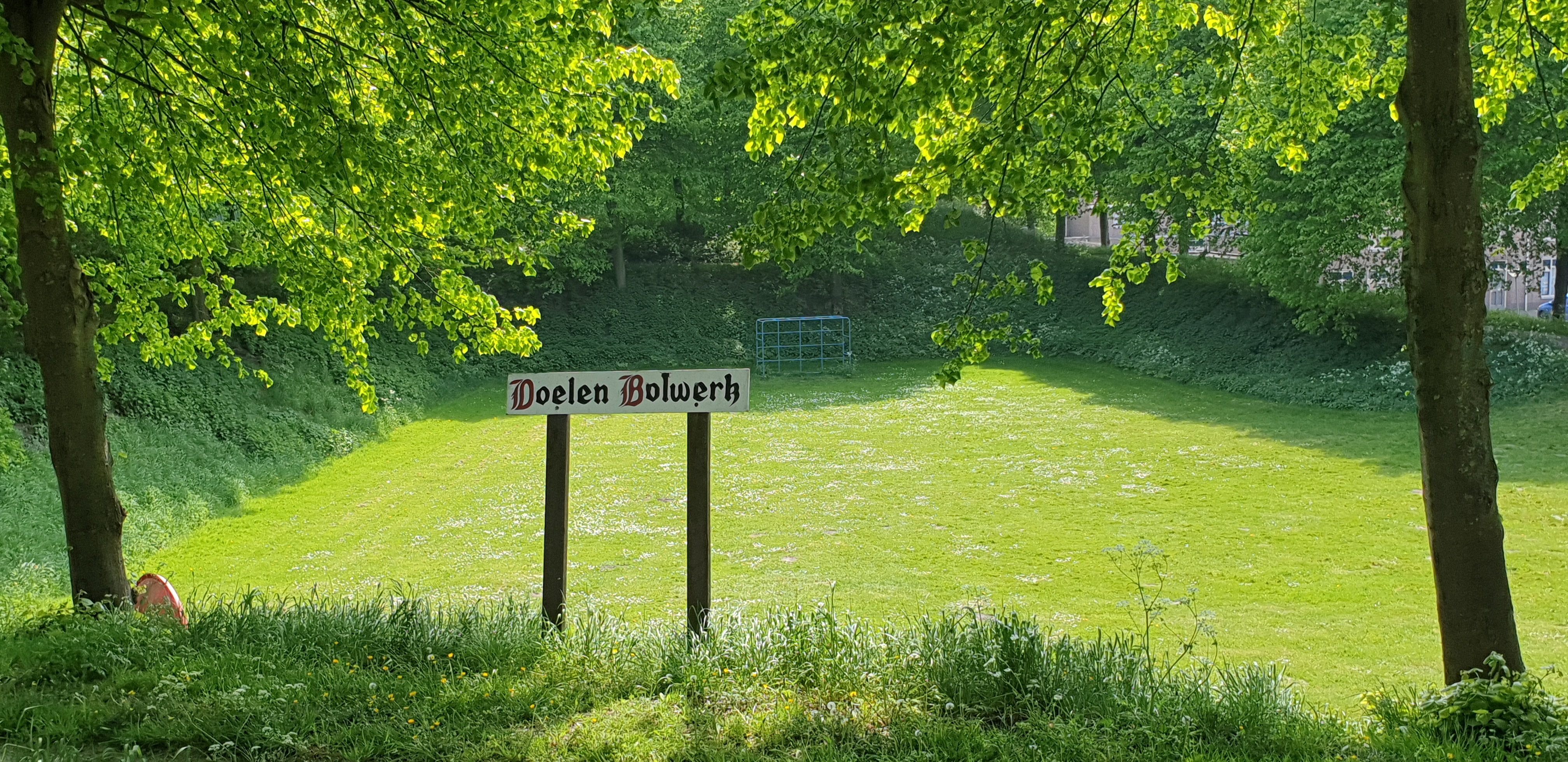
Doelen Bolwerk

Dit bolwerk, in de volksmond de Barakken genoemd, is groot en zwaar. De flanken en facen zijn aan de kant van de Bagijnepoort flink uitgewerkt, dit ter bescherming van deze poort, de toenmalige bruggen en het ravelijn ervoor. Het Doelen Bolwerk is groen en dient als speel- of voetbalveldje.

### Oude Molen bolwerk
Dit bolwerk is ondiep, klein en weinig strategisch en gedekt door een diepe contrescarp en brede tweede gracht, de zogenaamde 'buitenvest'. Tussen pakweg 1596 en 1832 stond hier een korenmolen. Tegenwoordig is dit groene bolwerk een speeltuin.

### Solmsbolwerk & Princebolwerk

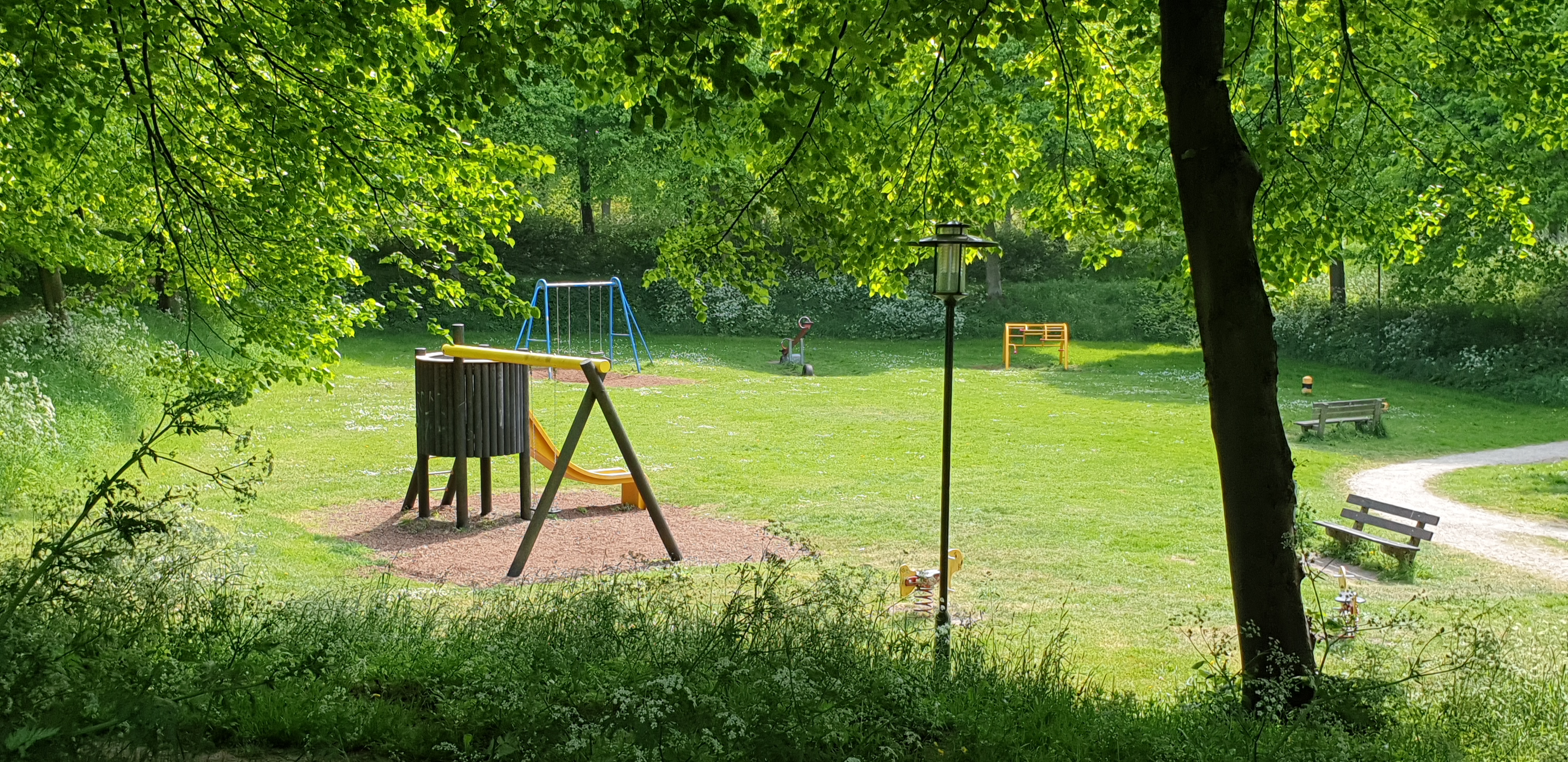
Oude Molen Bolwerk

Het Princebolwerk wordt gekenmerkt door de zware en enigszins vooruitstekende bouw, dat de Gentsepoort, de daarvoor liggende bruggen en het ravelijn moest dekken. Het Solmsbolwerk kon door zijn ligging de wegen vanuit het zuiden controleren. De lage ligging van de middenpleinen is een gevolg van de aansluiting aan het stratenplan hier in het laagst gelegen deel van de stad.
De naam Princebolwerk is ontleend aan de plaatsvervangende bevelhebber van Hulst tijdens het beleg van 1596. Het Solmsbolwerk herinnert aan Graaf George Everhard van Solms, die van 1591 tot 1596 gouverneur en bevelhebber van het Hulster garnizoen was.

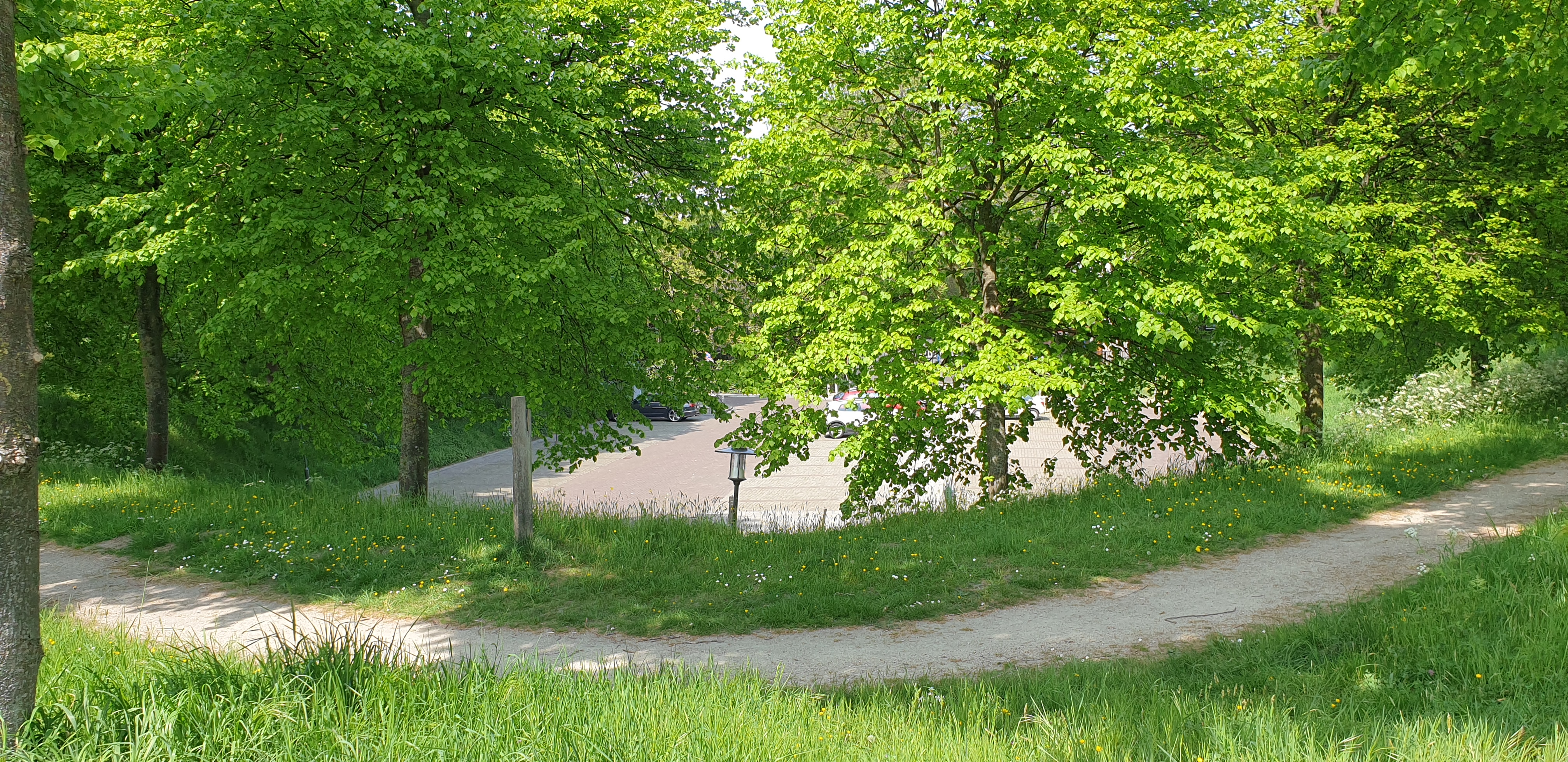
Prince Bolwerk

In de wallen van het Princebolwerk is een toegang tot ondergrondse gangen, ook wel luistergangen genoemd. Deze gangen schijnen op meerdere plekken in de wallen te zitten. Bij de bouw van de stadsmolen in 1792 zouden er een aantal luistergangen volgestort zijn omdat er anders mogelijk problemen met de fundering zouden ontstaan. Het gangenstelsel is afgesloten vanwege instortingsgevaar.
Beide bolwerken dienen als parkeerplaats.

## Galerij

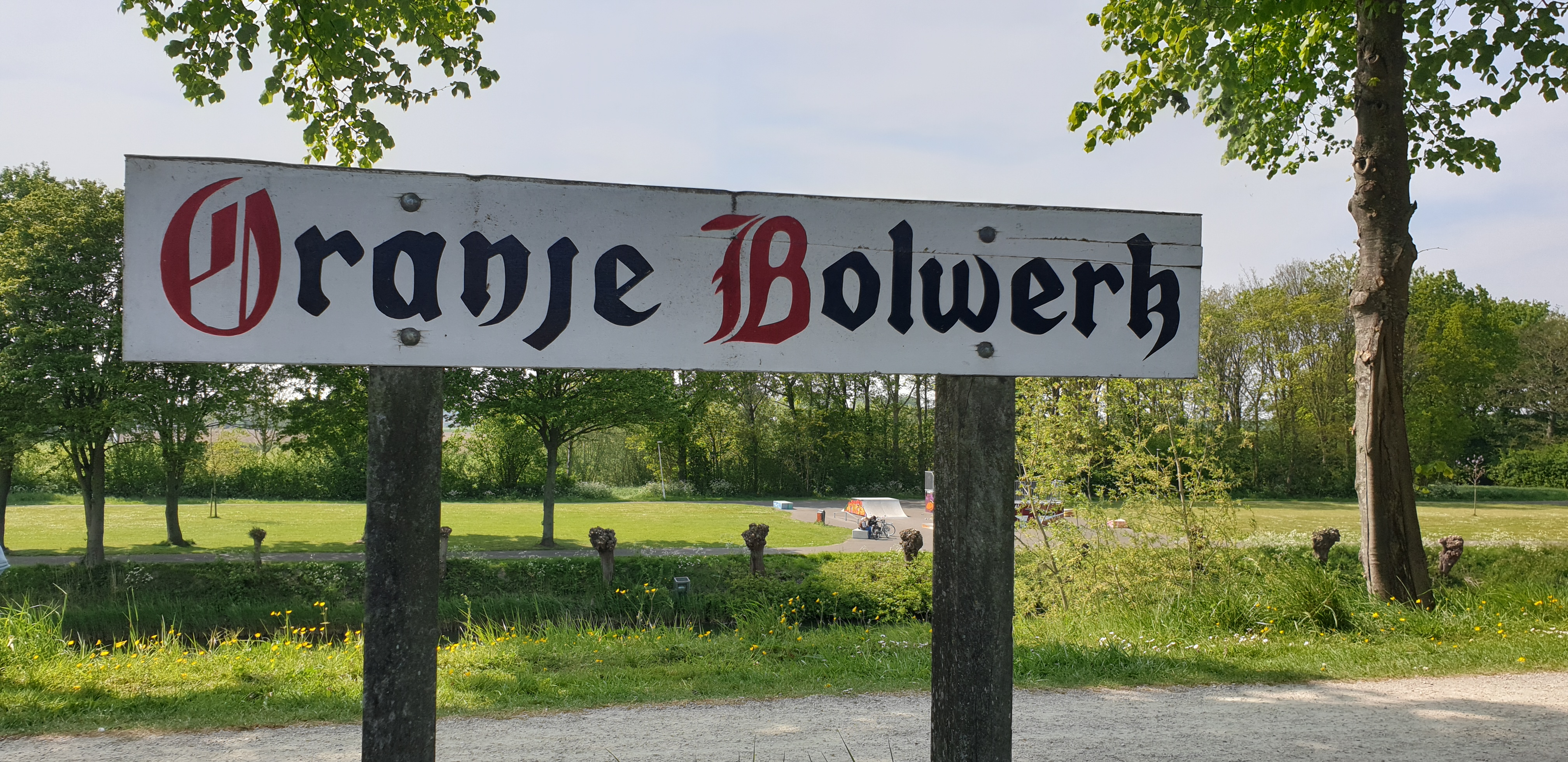
Oranje Bolwerk
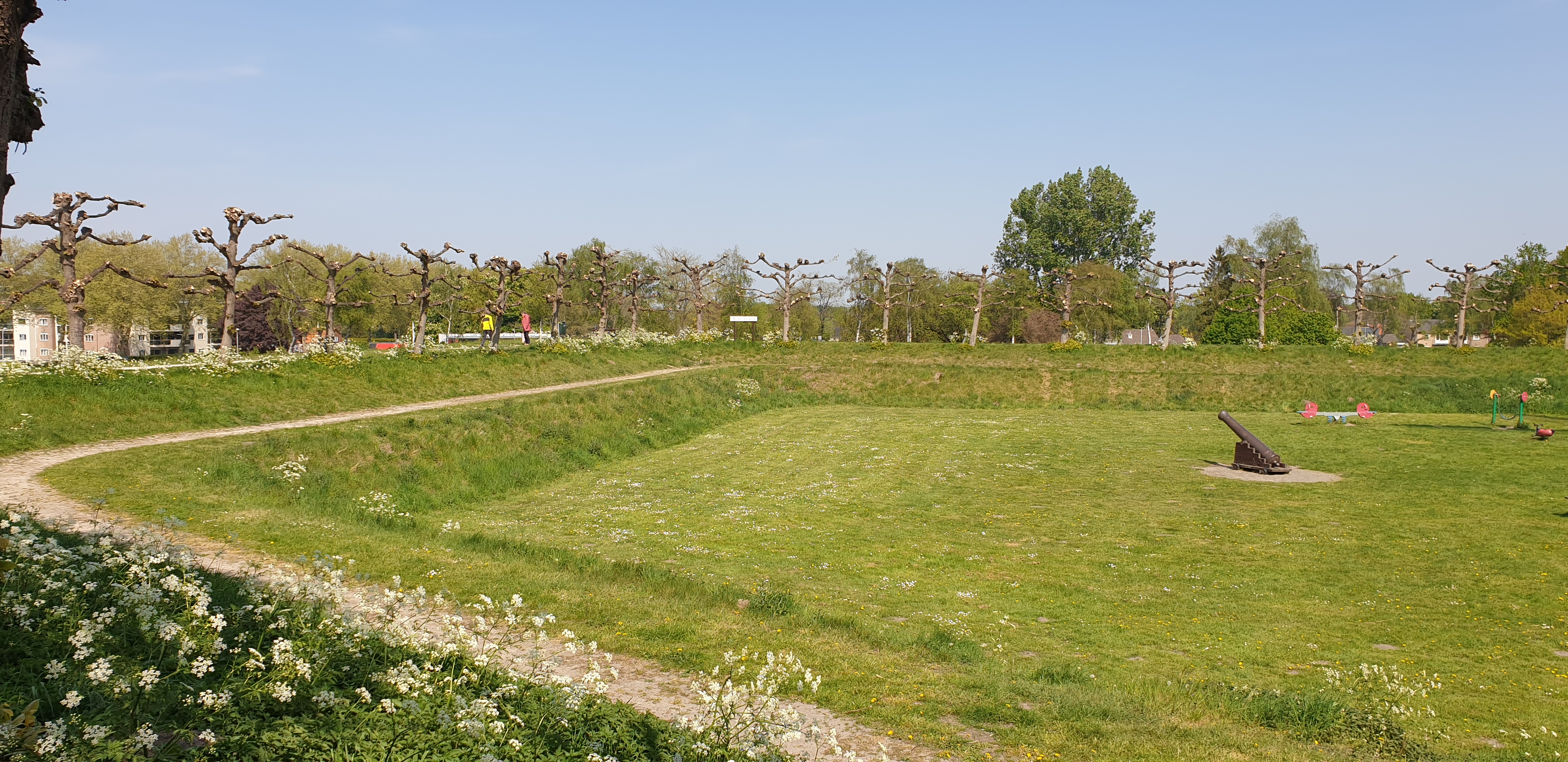
Molen Bolwerk
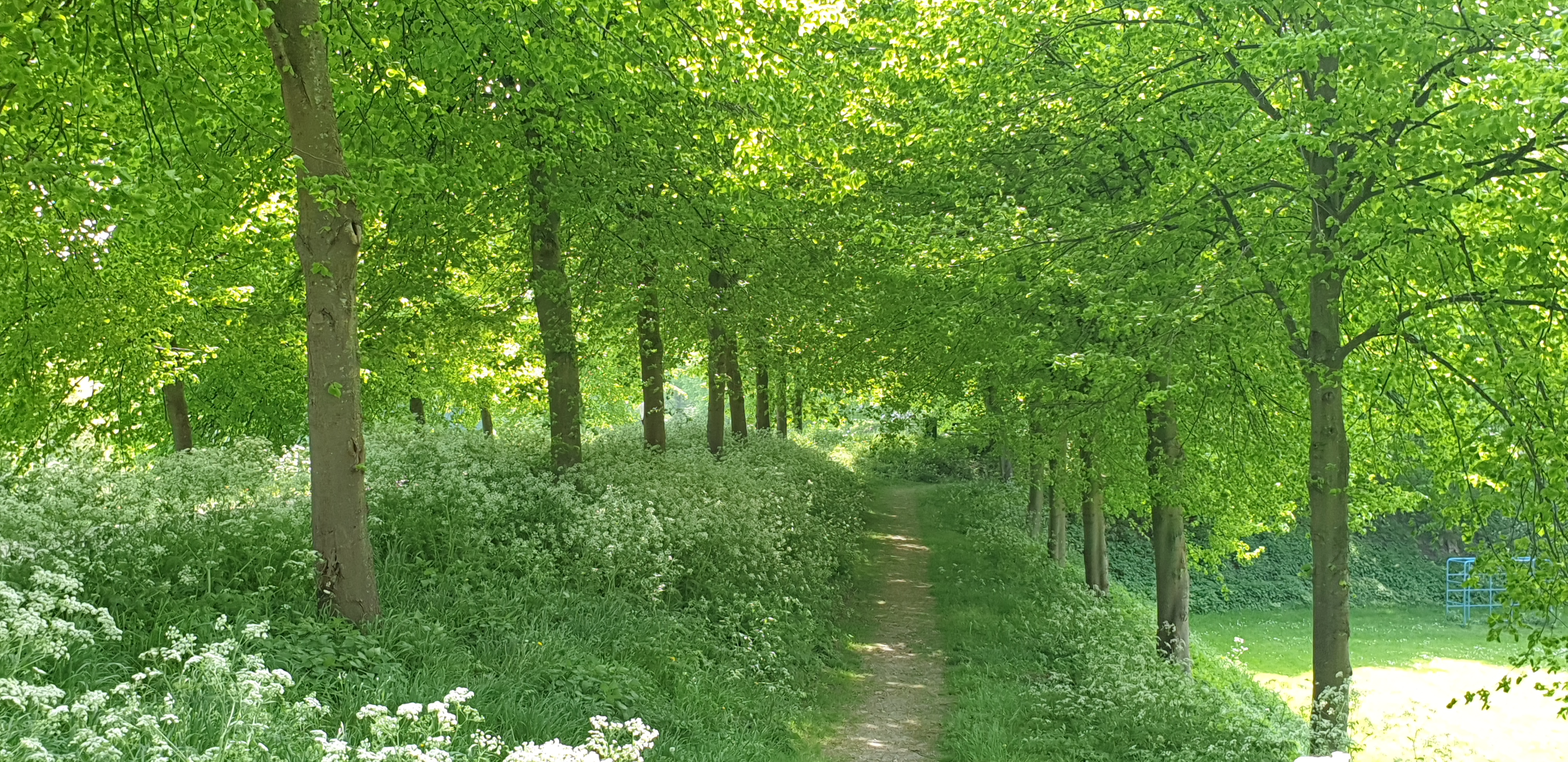
Groen Doelen Bolwerk
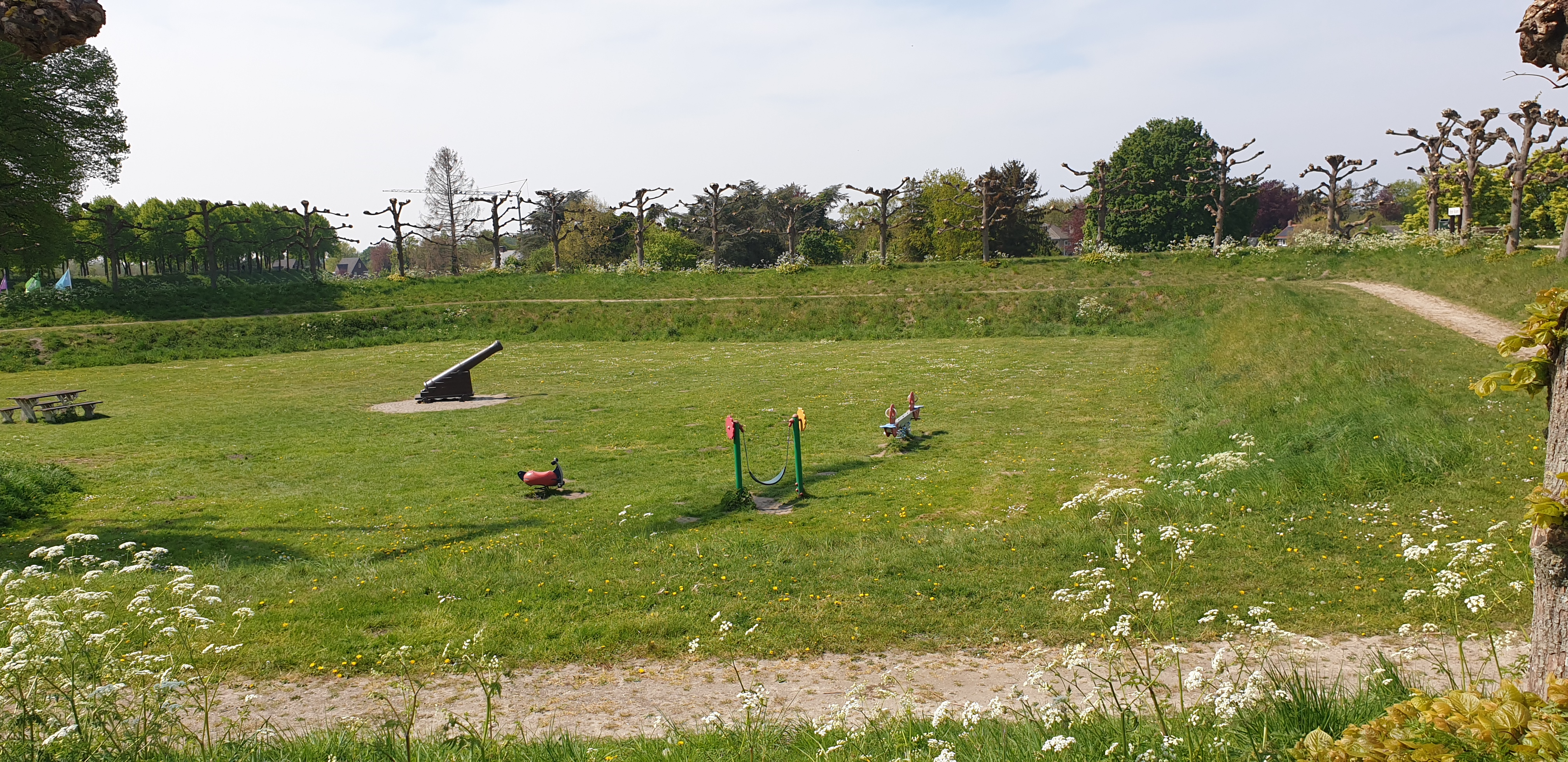
Molenbolwerk
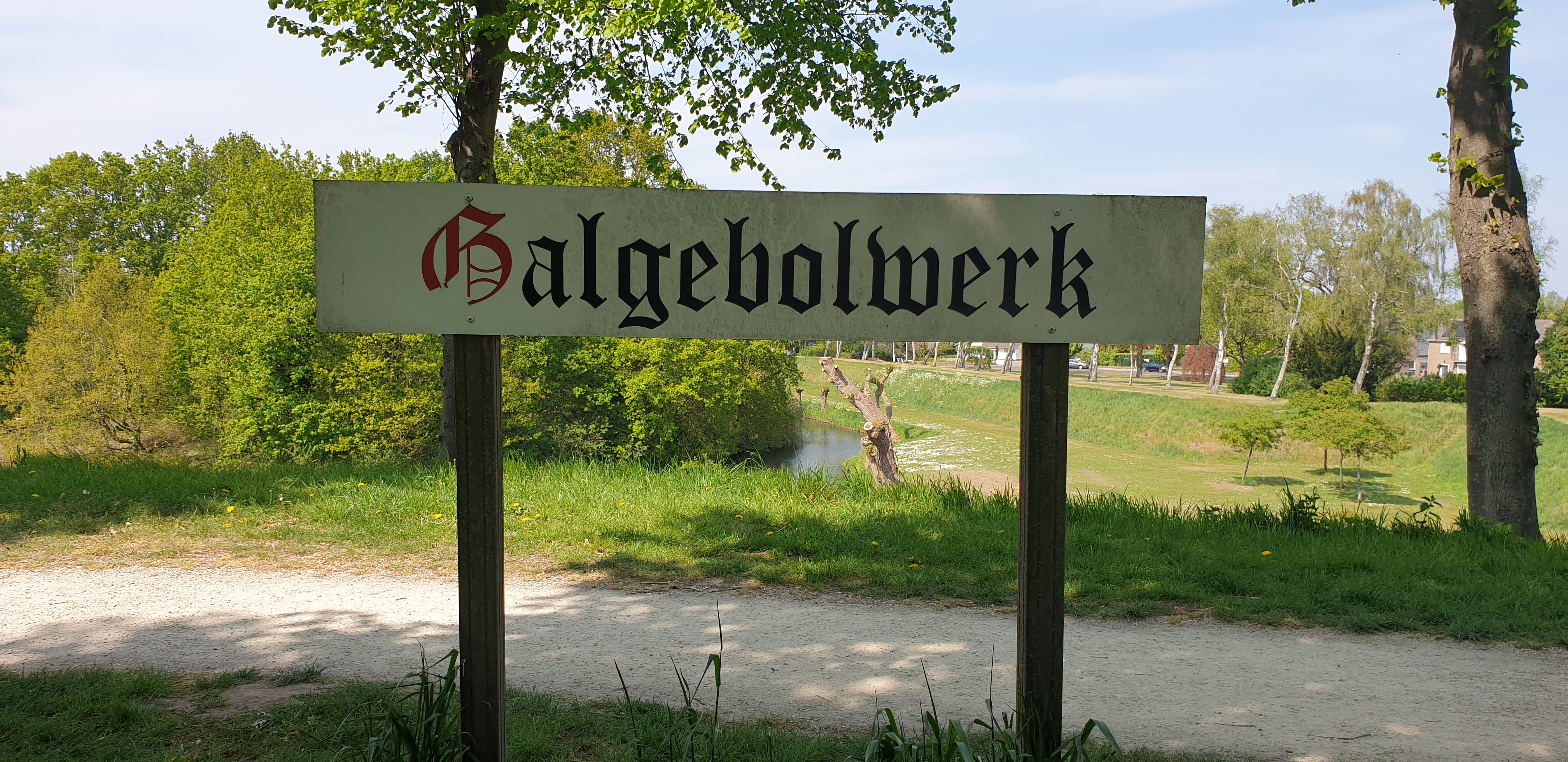
Galgebolwerk
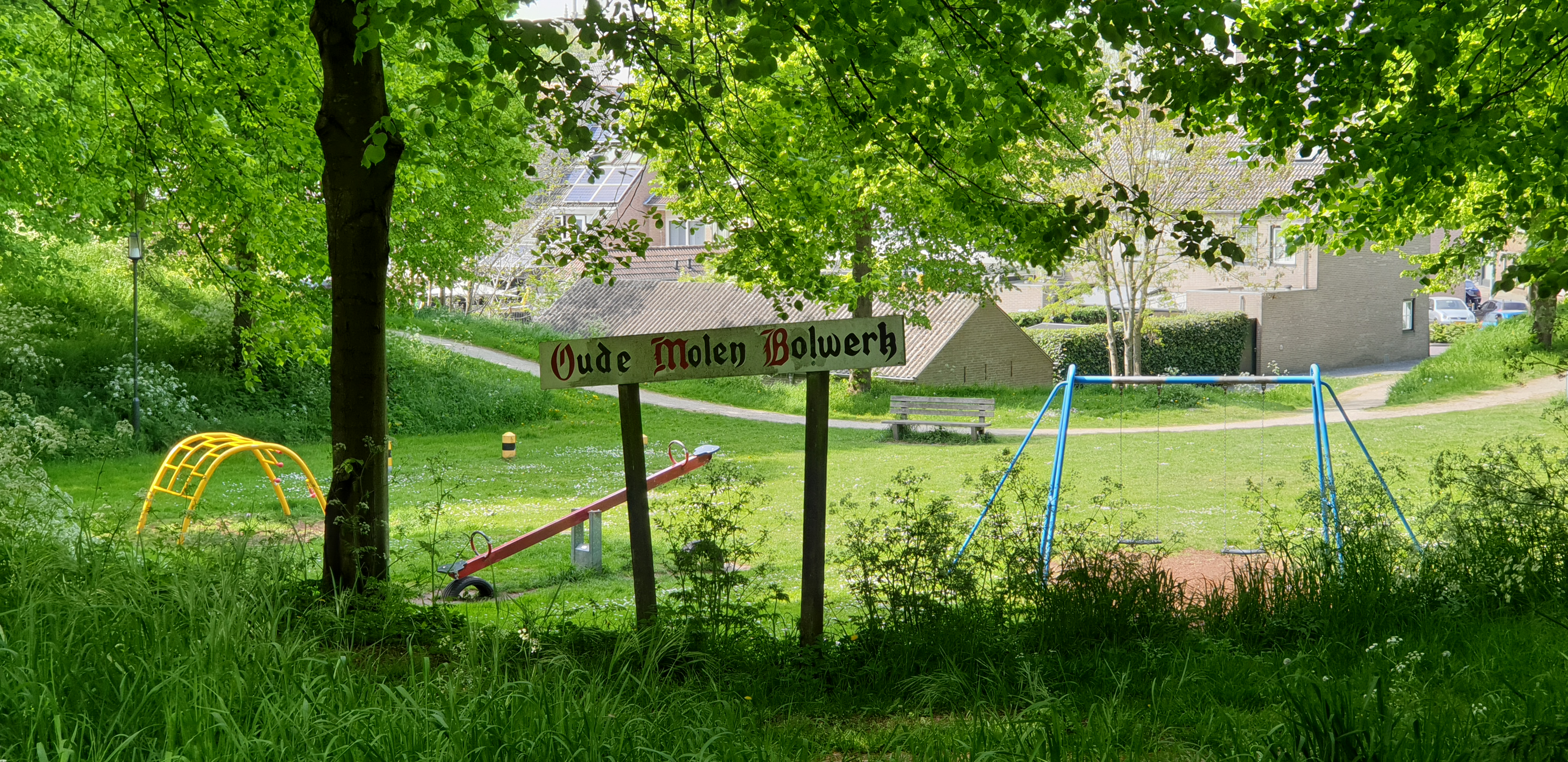
Oude Molen Bolwerk
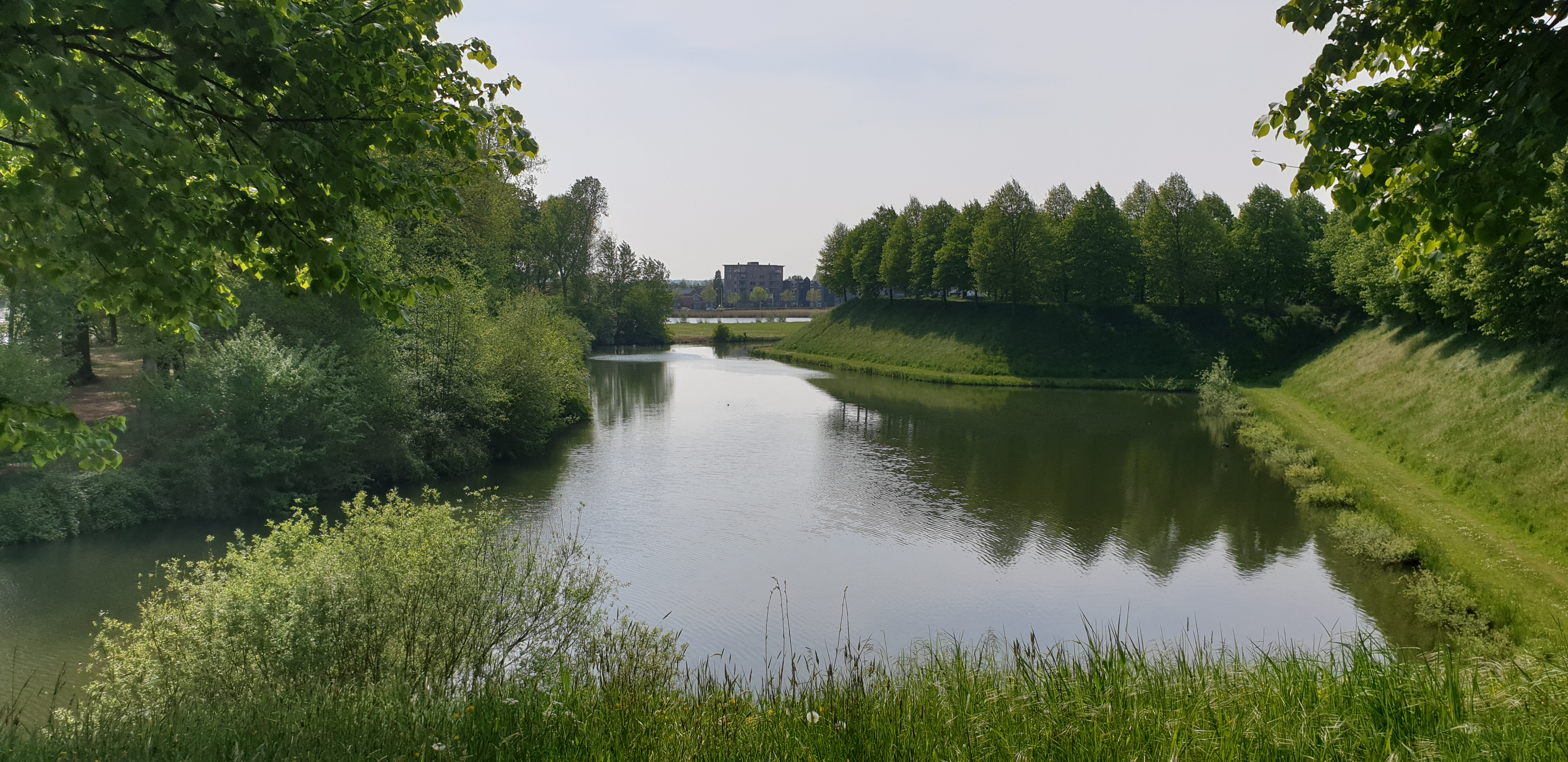
Uitzicht vanaf Oude Molen Bolwerk op Vest
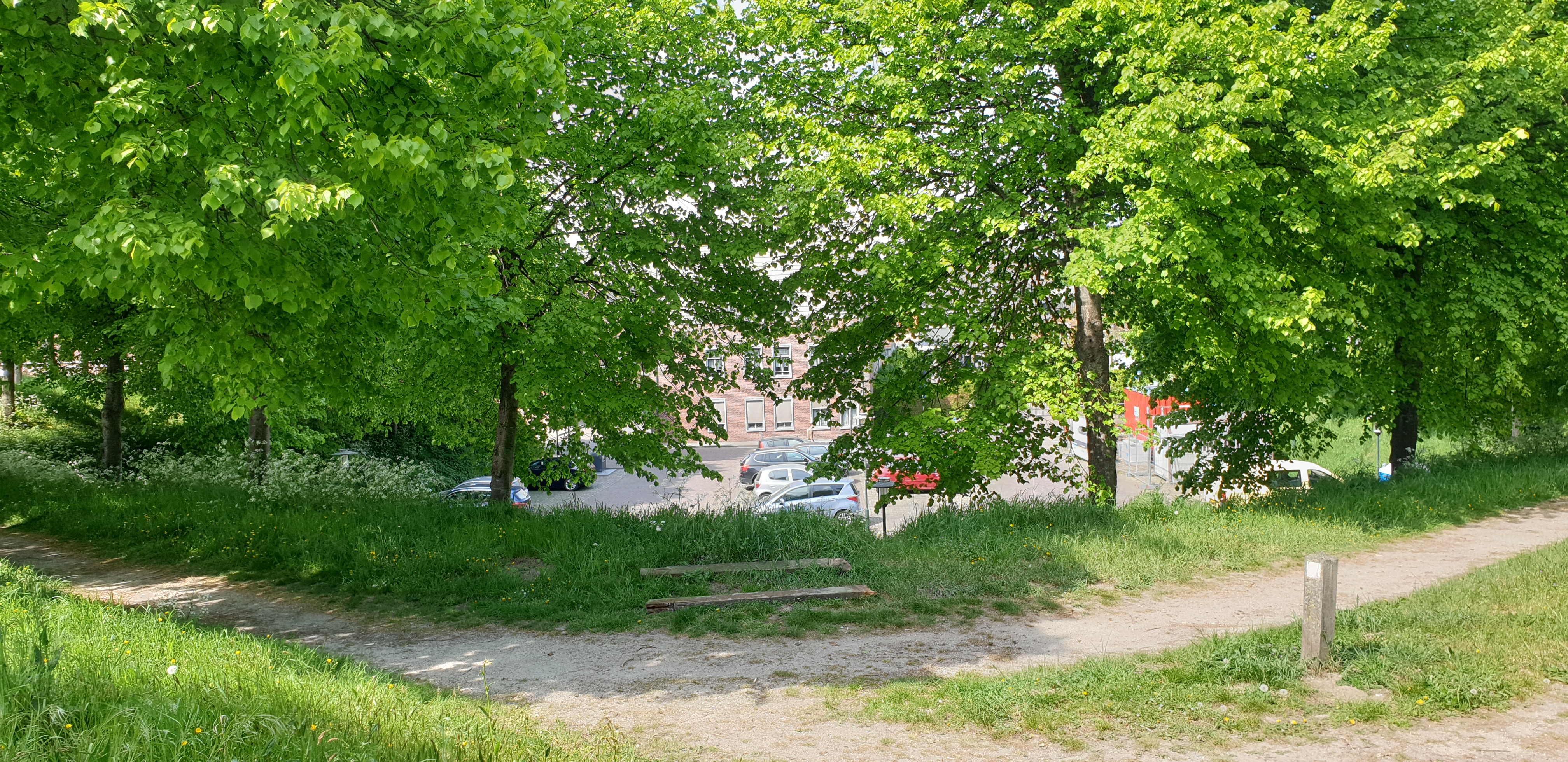
Solmsbolwerk
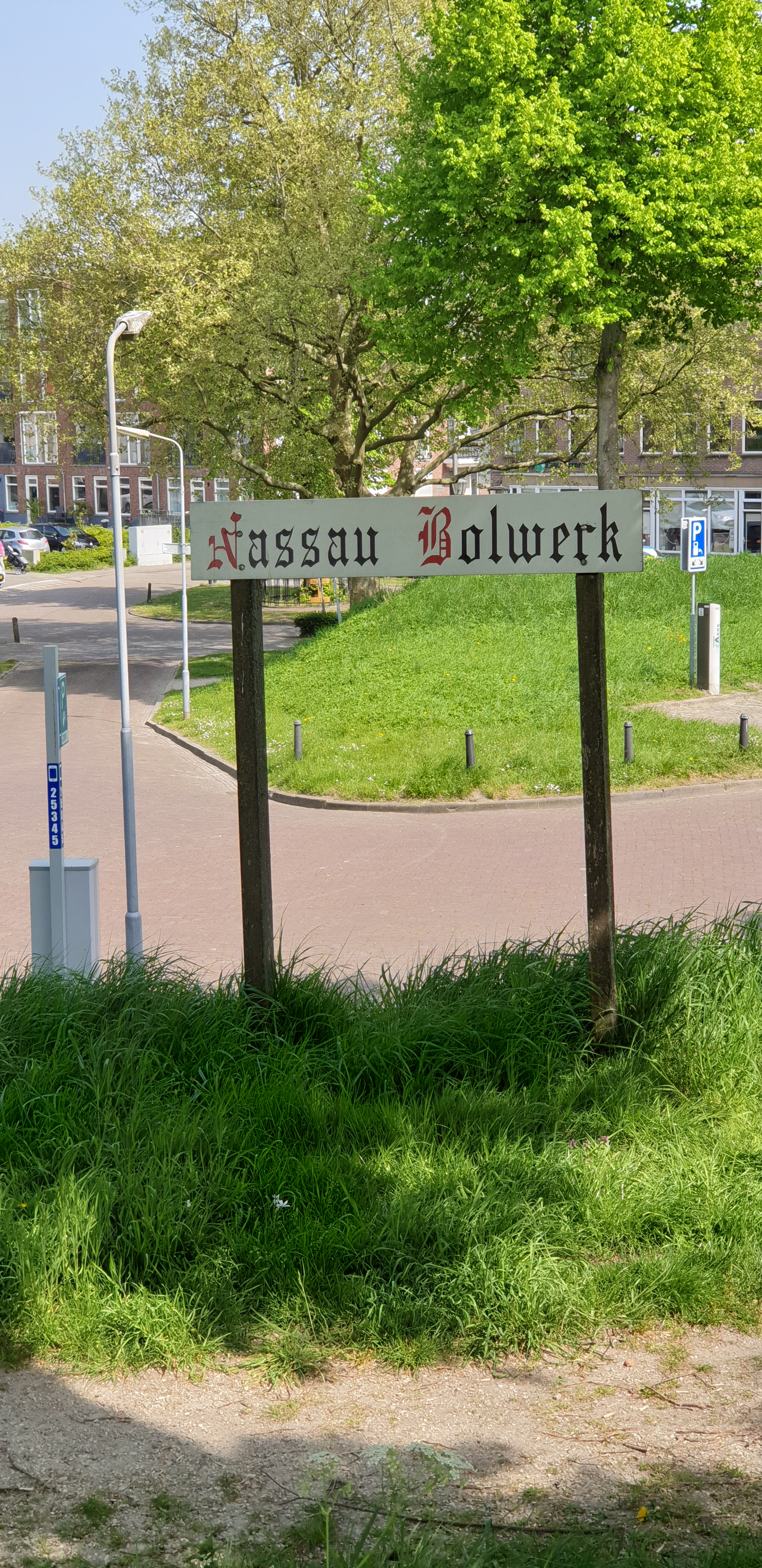
Nassau Bolwerk
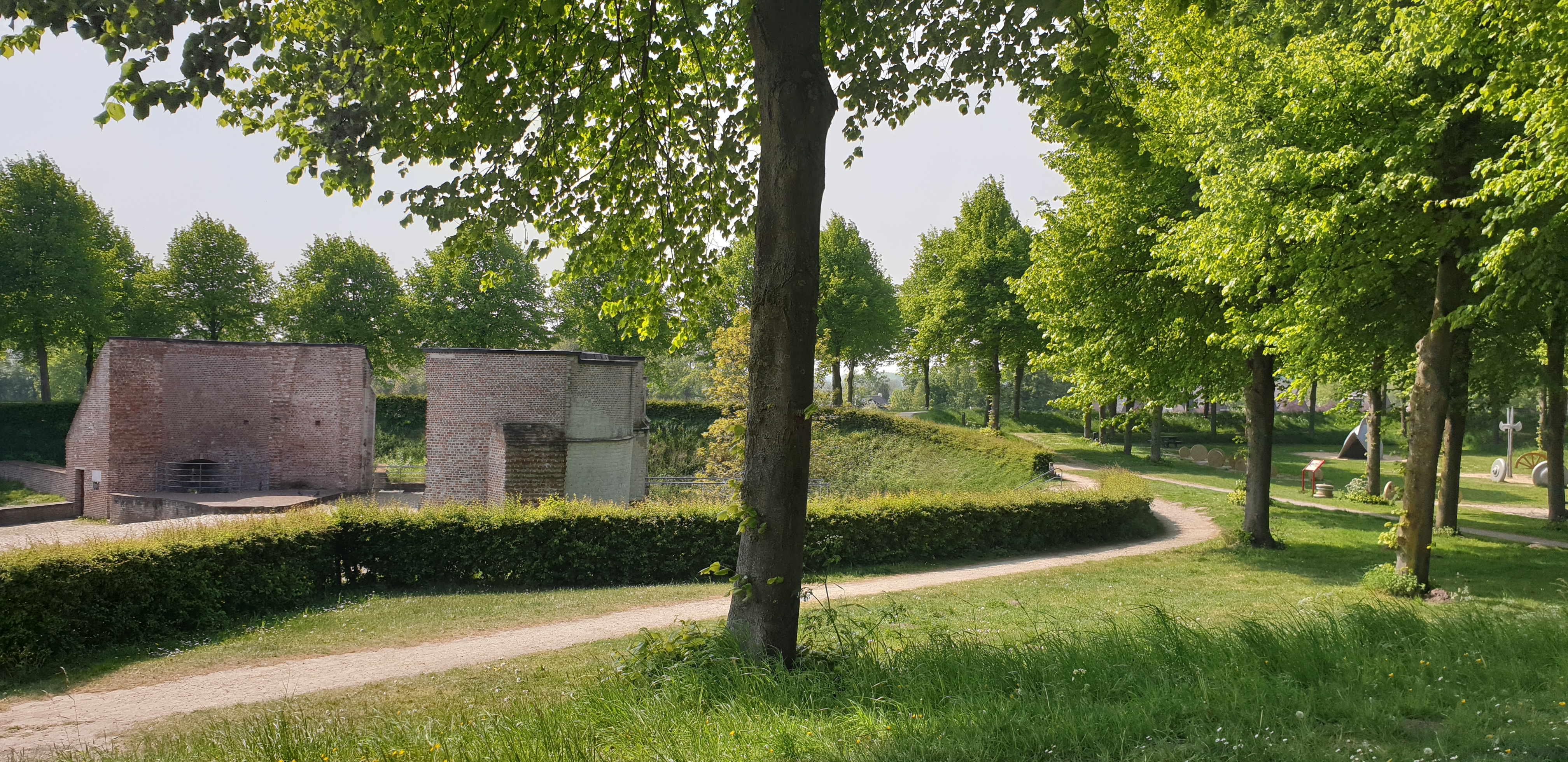
Keldermanspoort
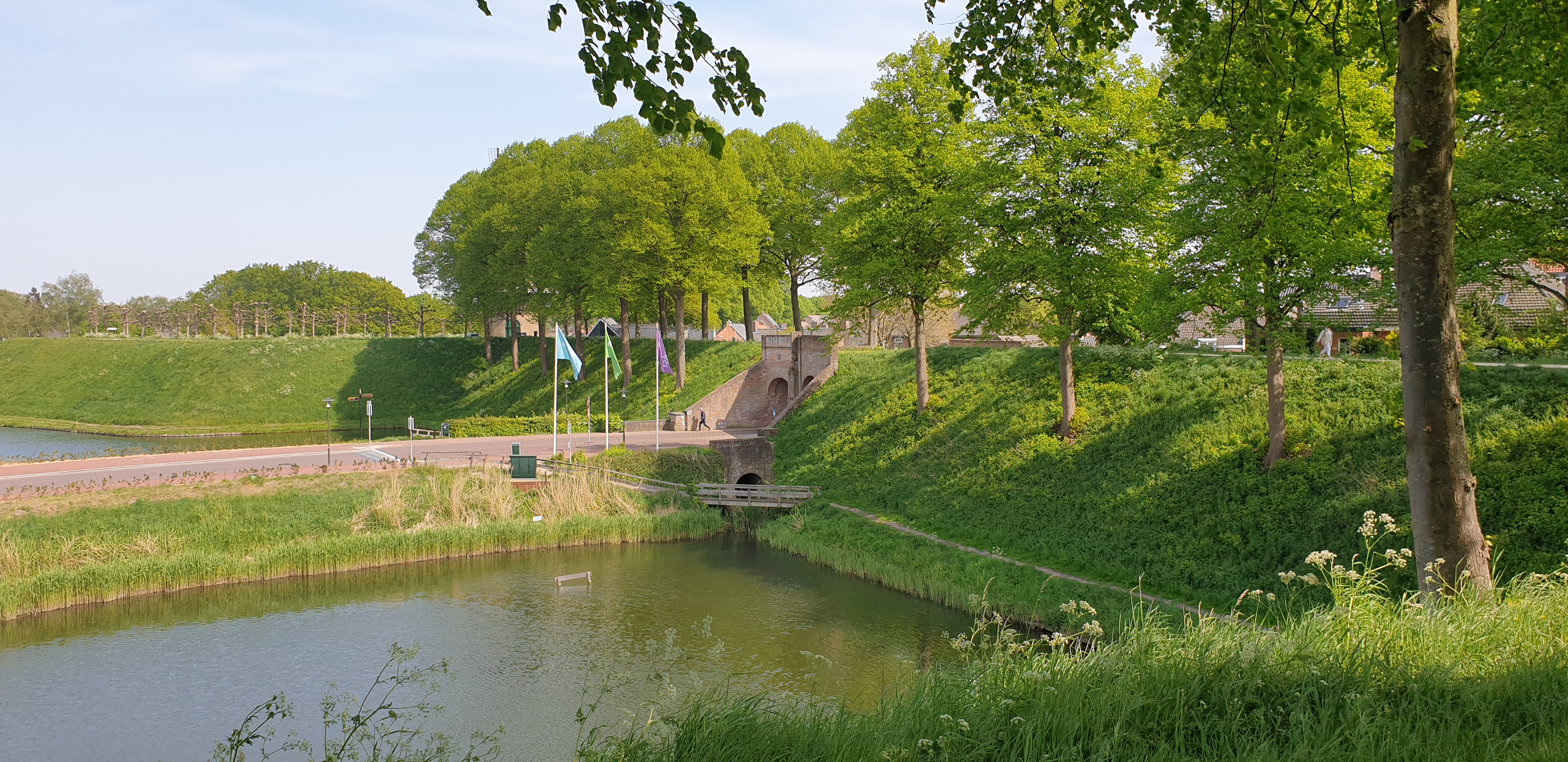
Uitzicht vanaf Brederodebolwerk op Dubbele Poort
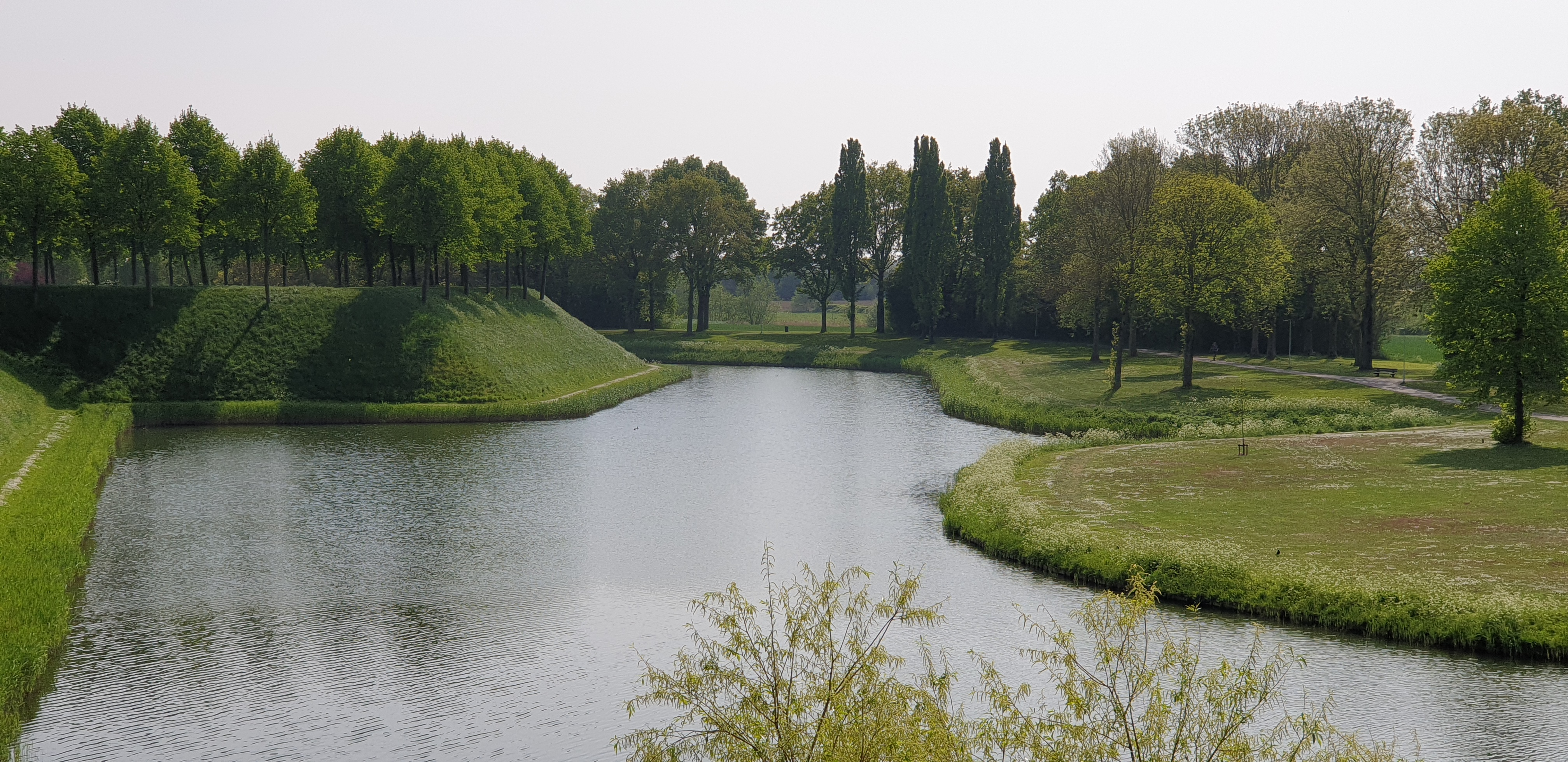
Uitzicht vanaf Brederodebolwerk op Vest en voormalig ravelijn
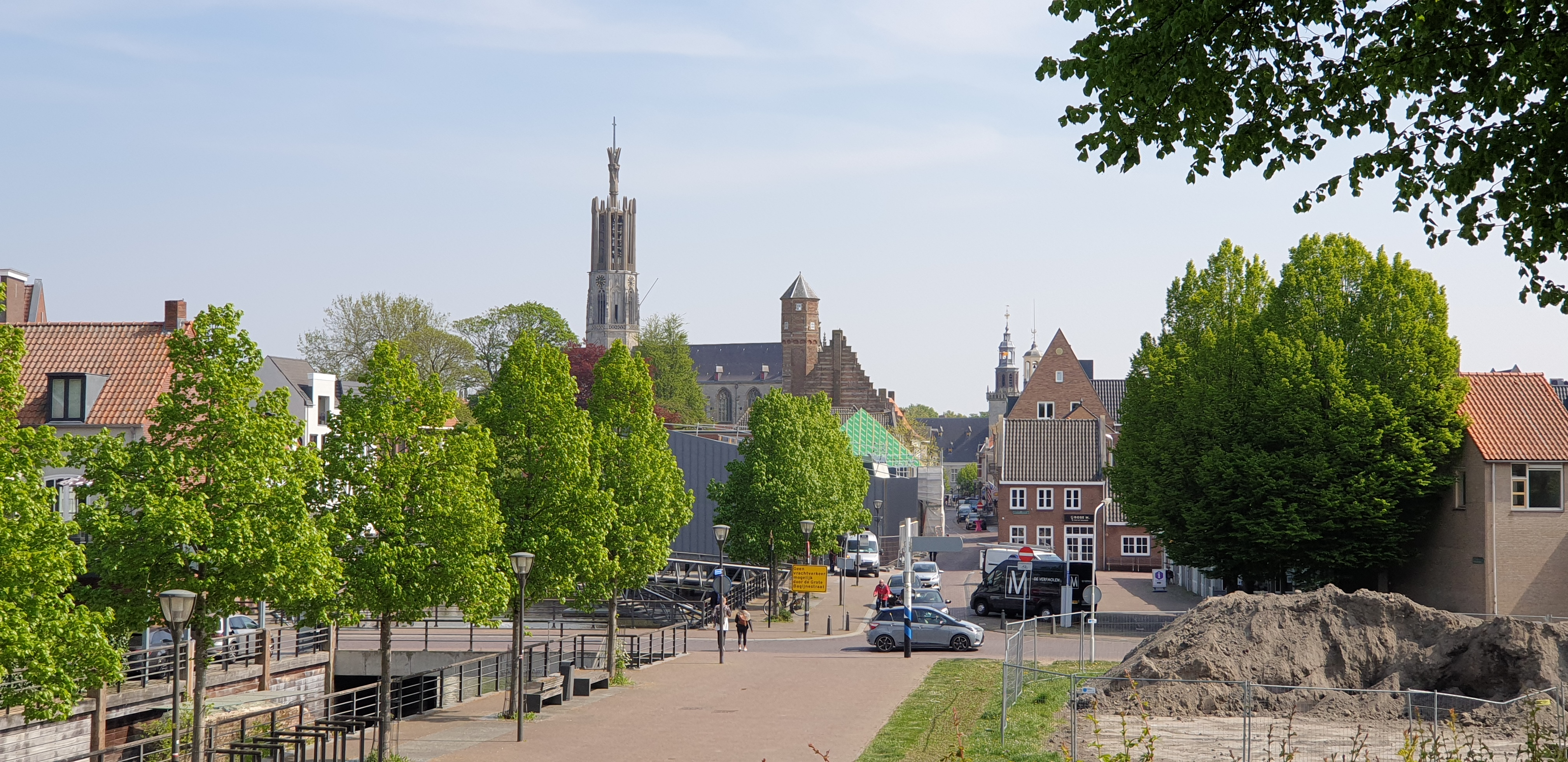
Uitzicht vanaf Brederodebolwerk op binnenstad
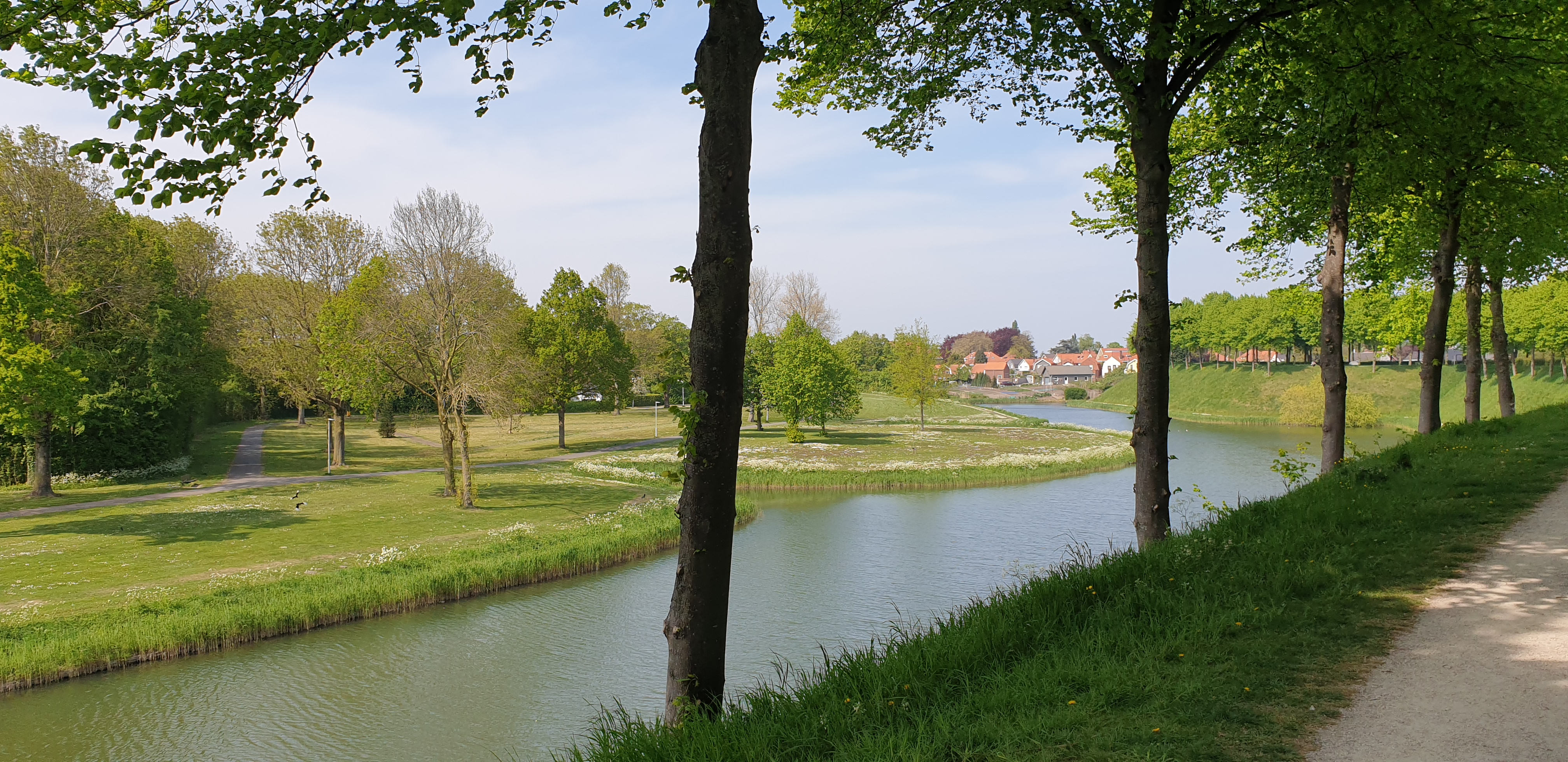
Uitzicht vanaf Nassau Bolwerk op Vest en voormalig Ravelijn
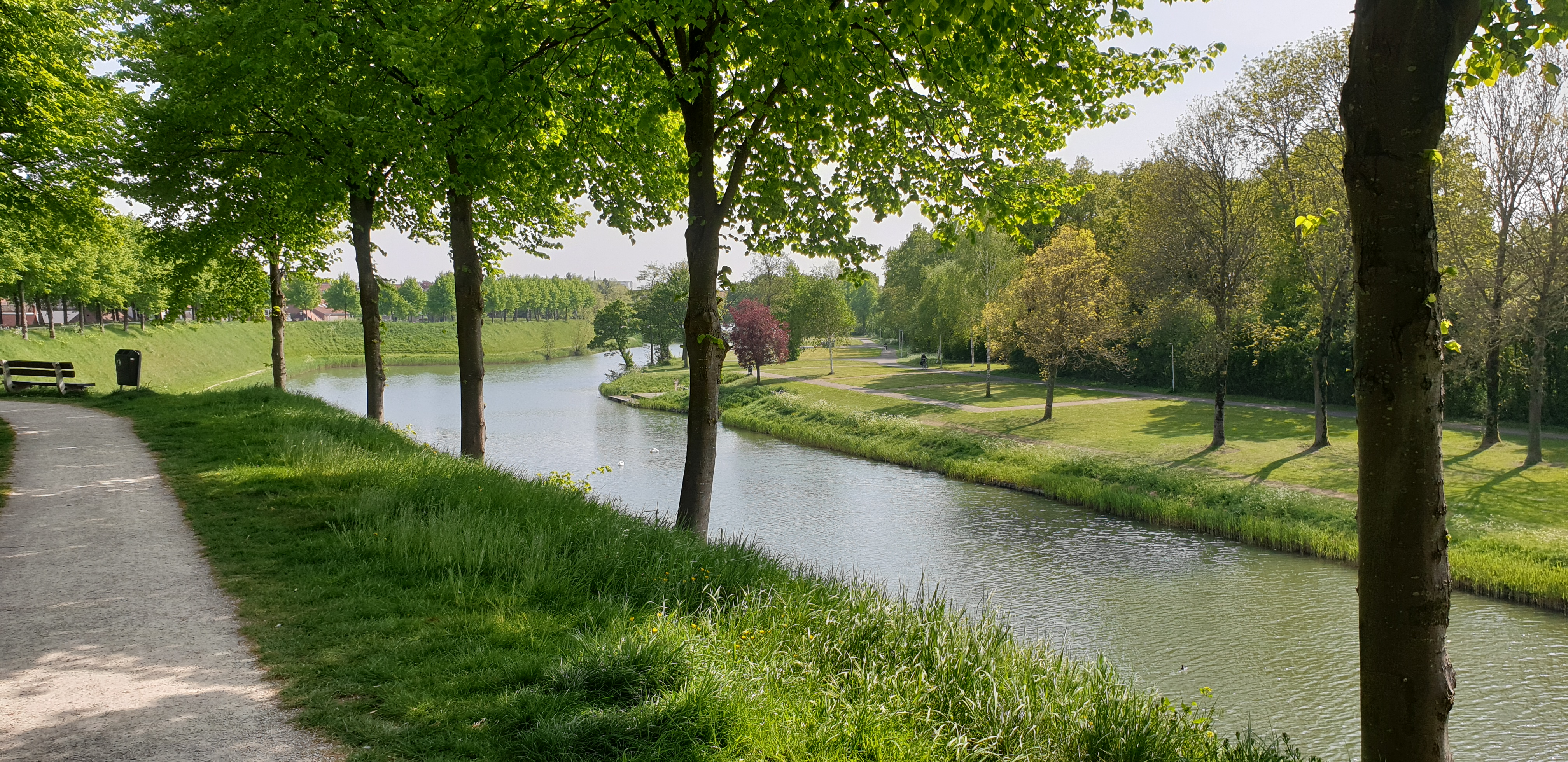
Uitzicht vanaf Nassau Bolwerk op Vest2
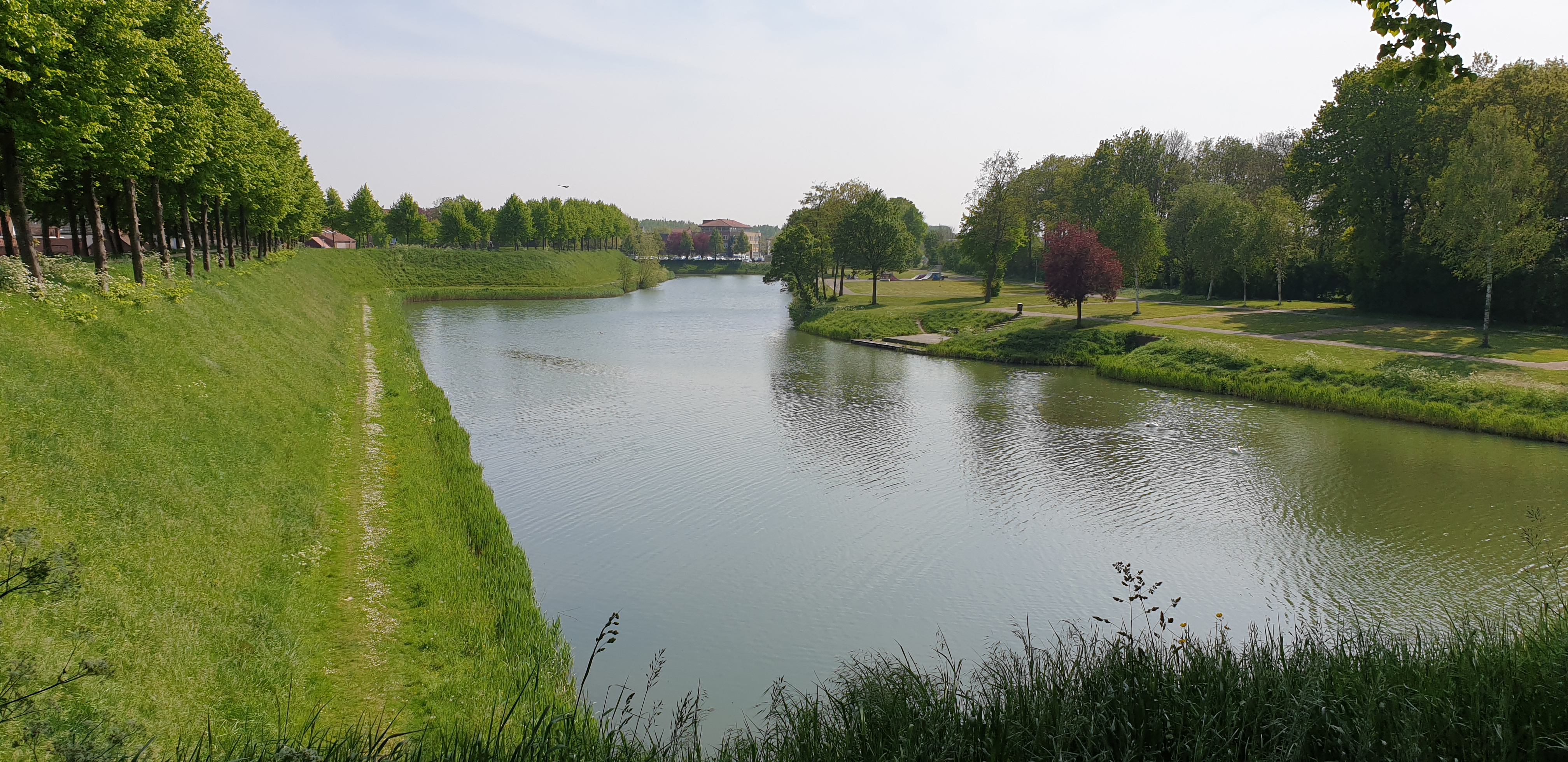
Uitzicht vanaf Nassau Bolwerk op Vest
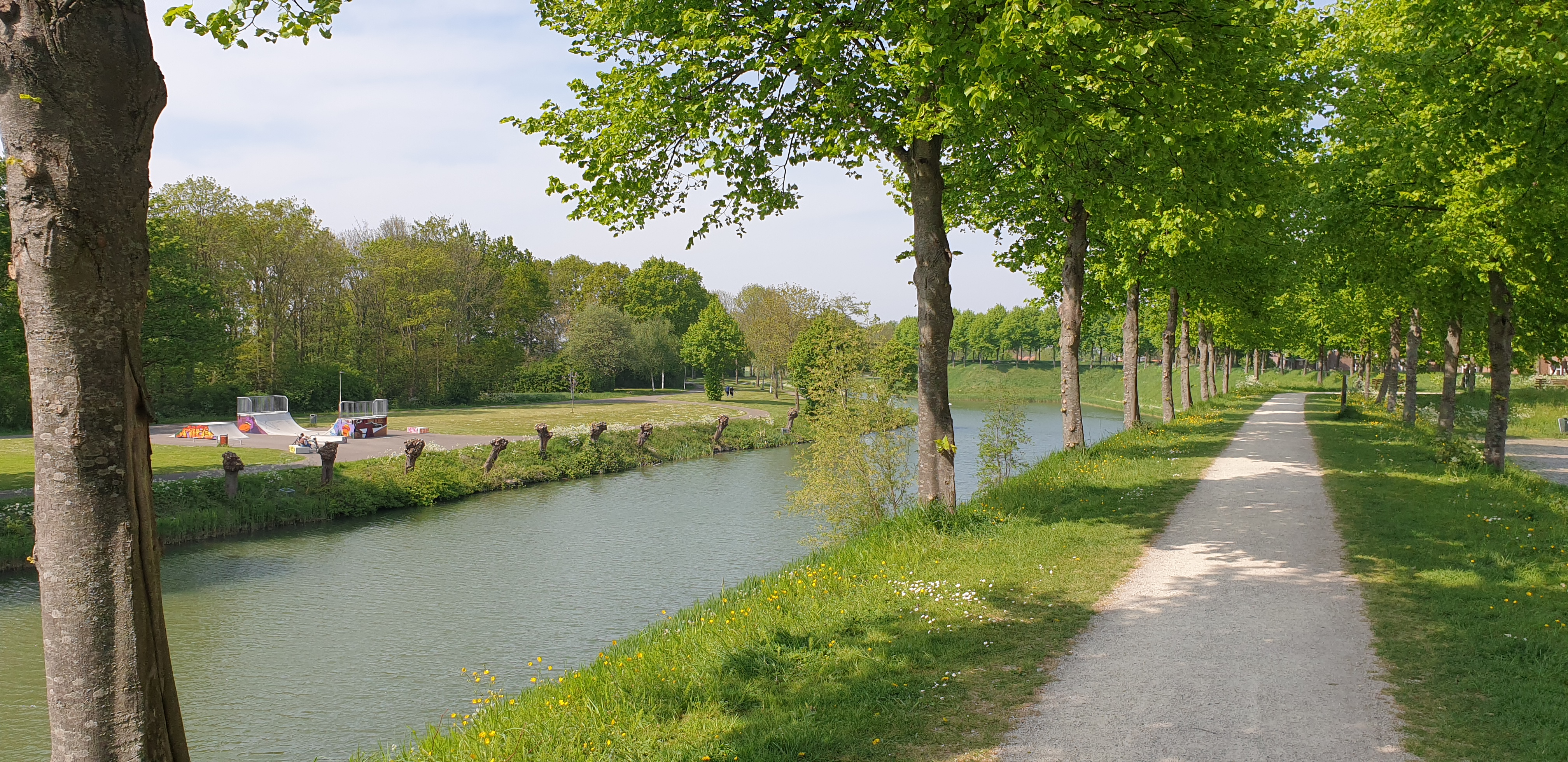
Uitzicht vanaf Oranje Bolwerk op Vest en park
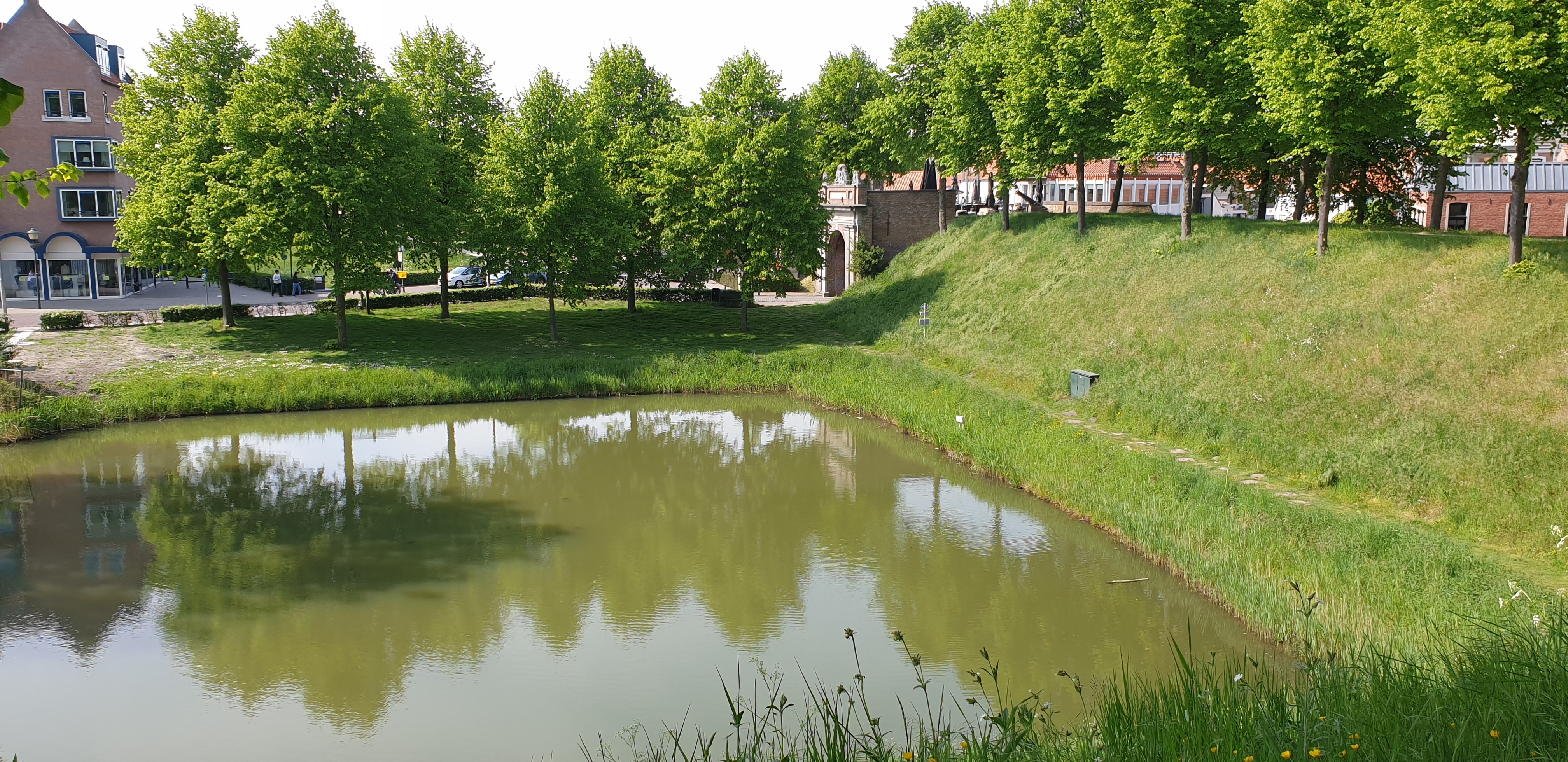
Uitzicht vanaf Princebolwerk op Gentse Poort
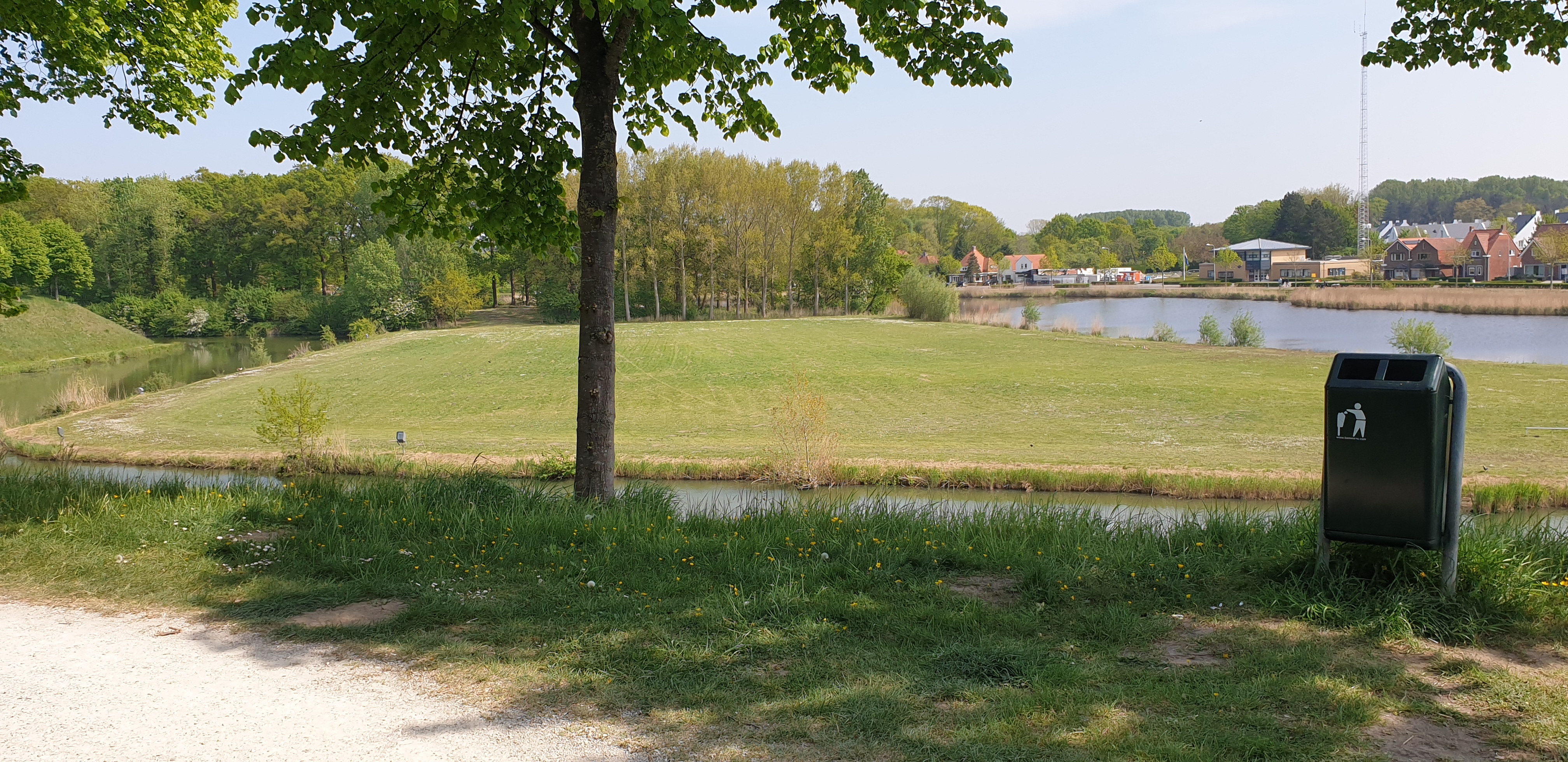
Uitzicht vanaf Princebolwerk op Vest
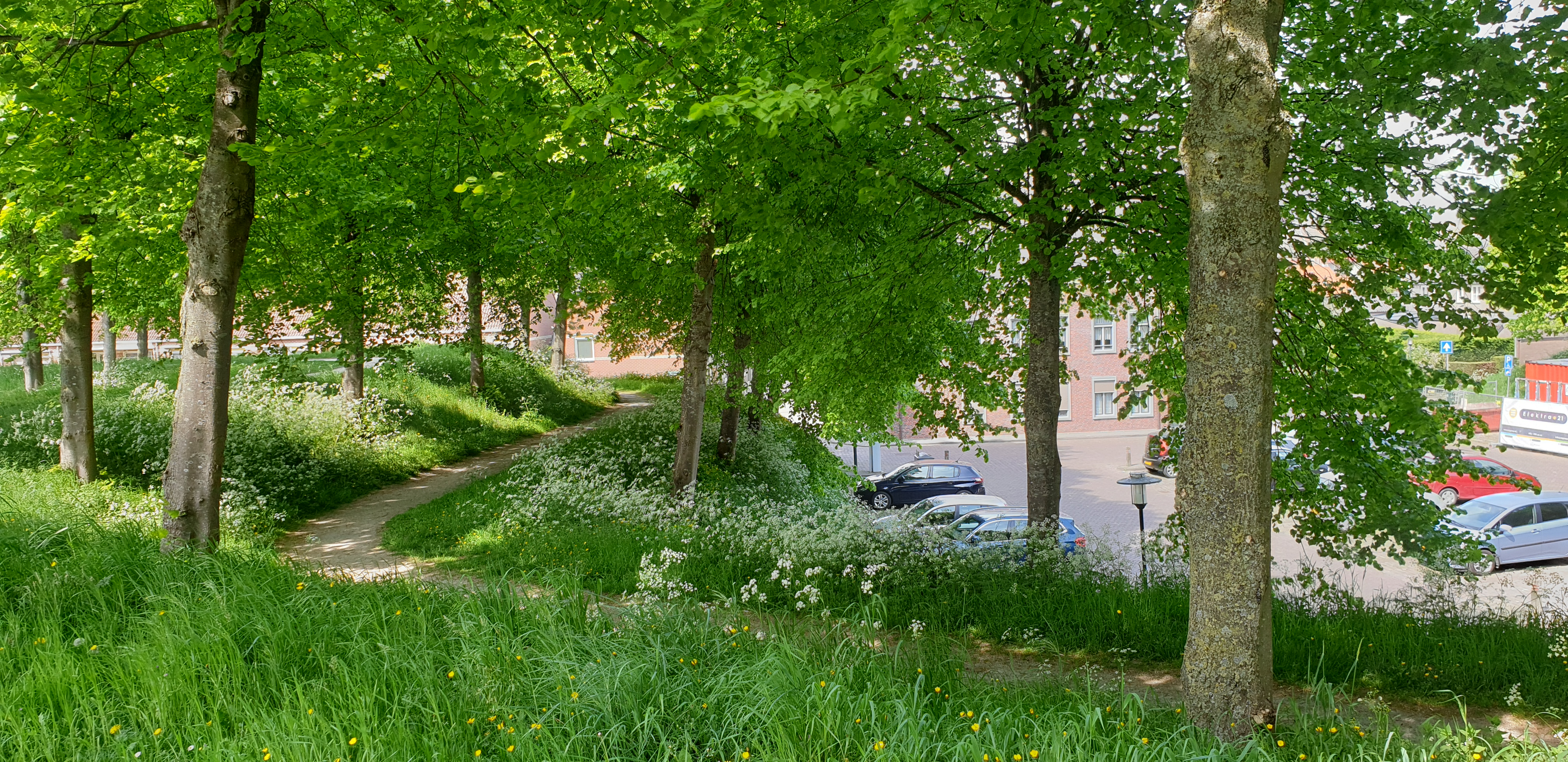
Solmsbolwerk2
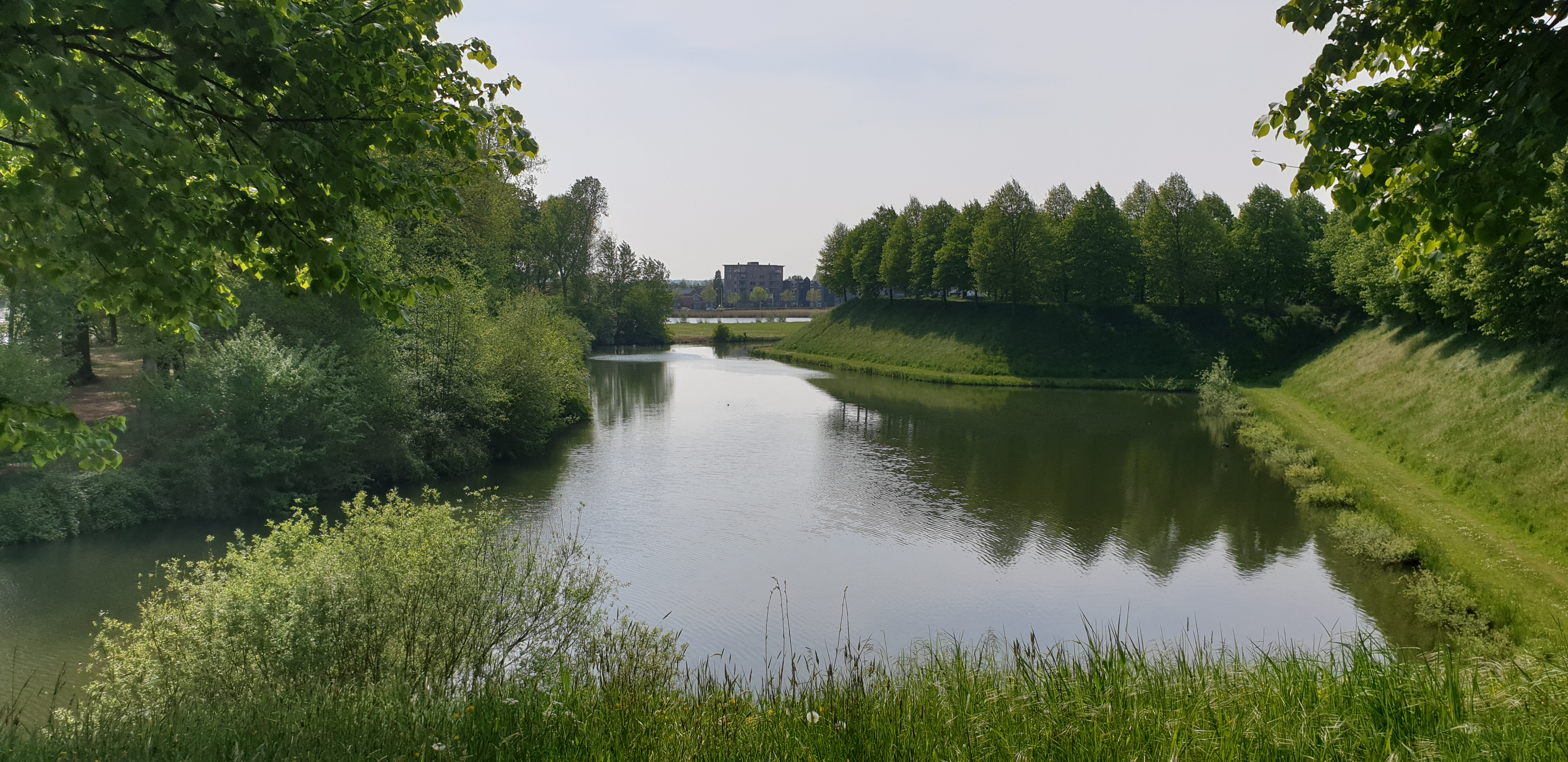
Uitzicht vanaf Oude Molen Bolwerk op Vest2
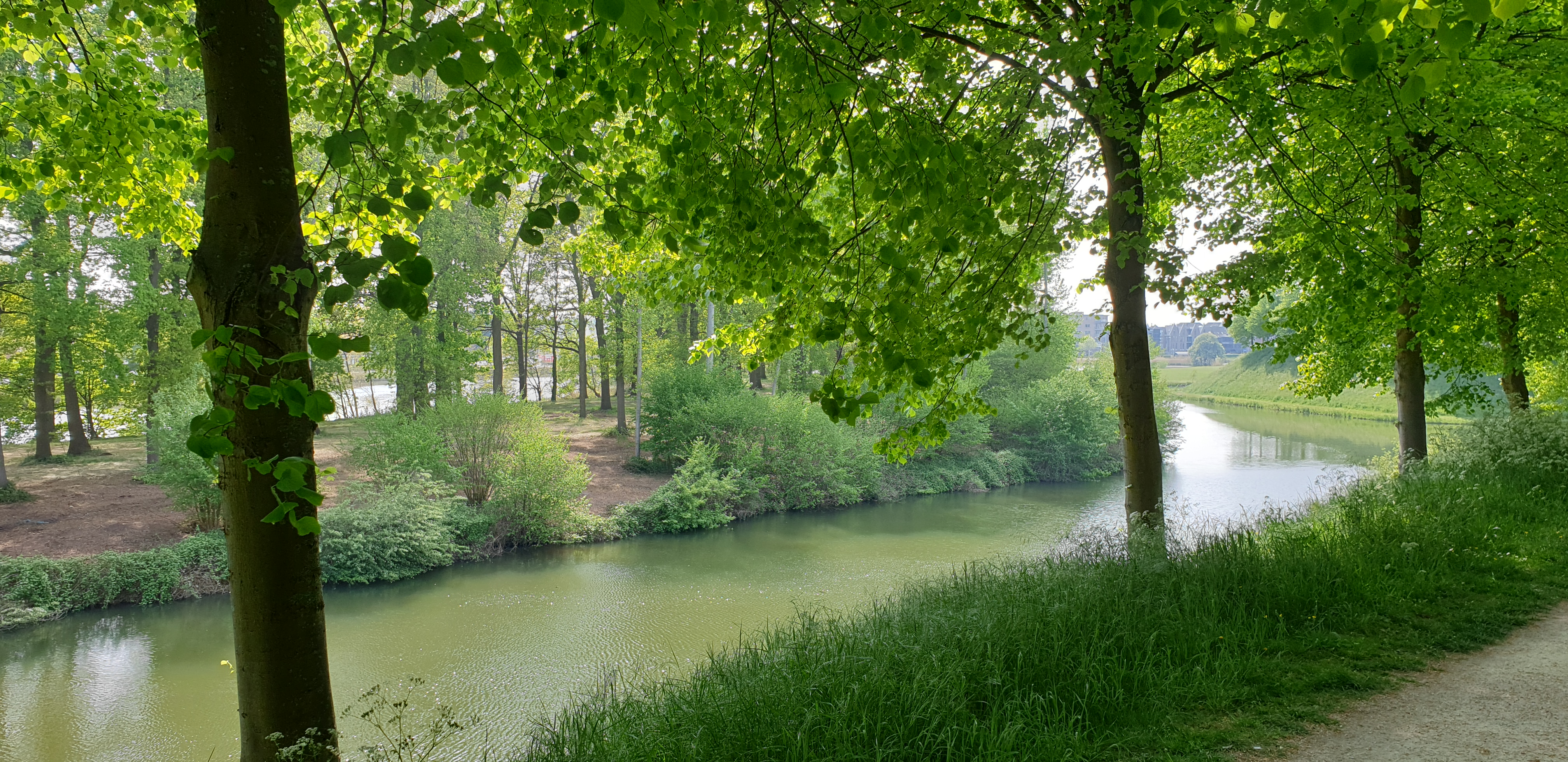
Uitzicht vanaf Oude Molen Bolwerk op Vest
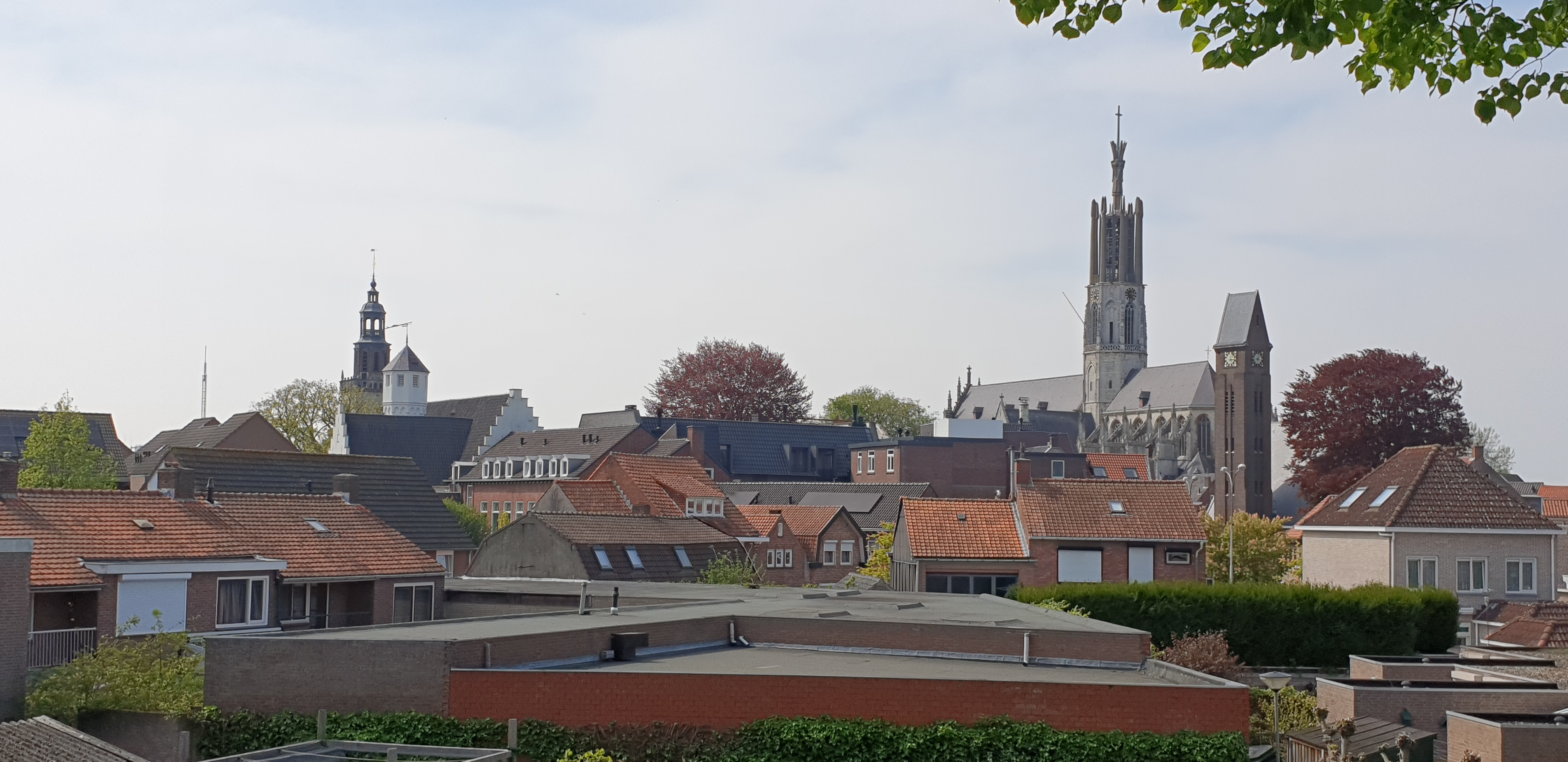
Uitzicht vanaf Oude Molen Bolwerk op binnenstad
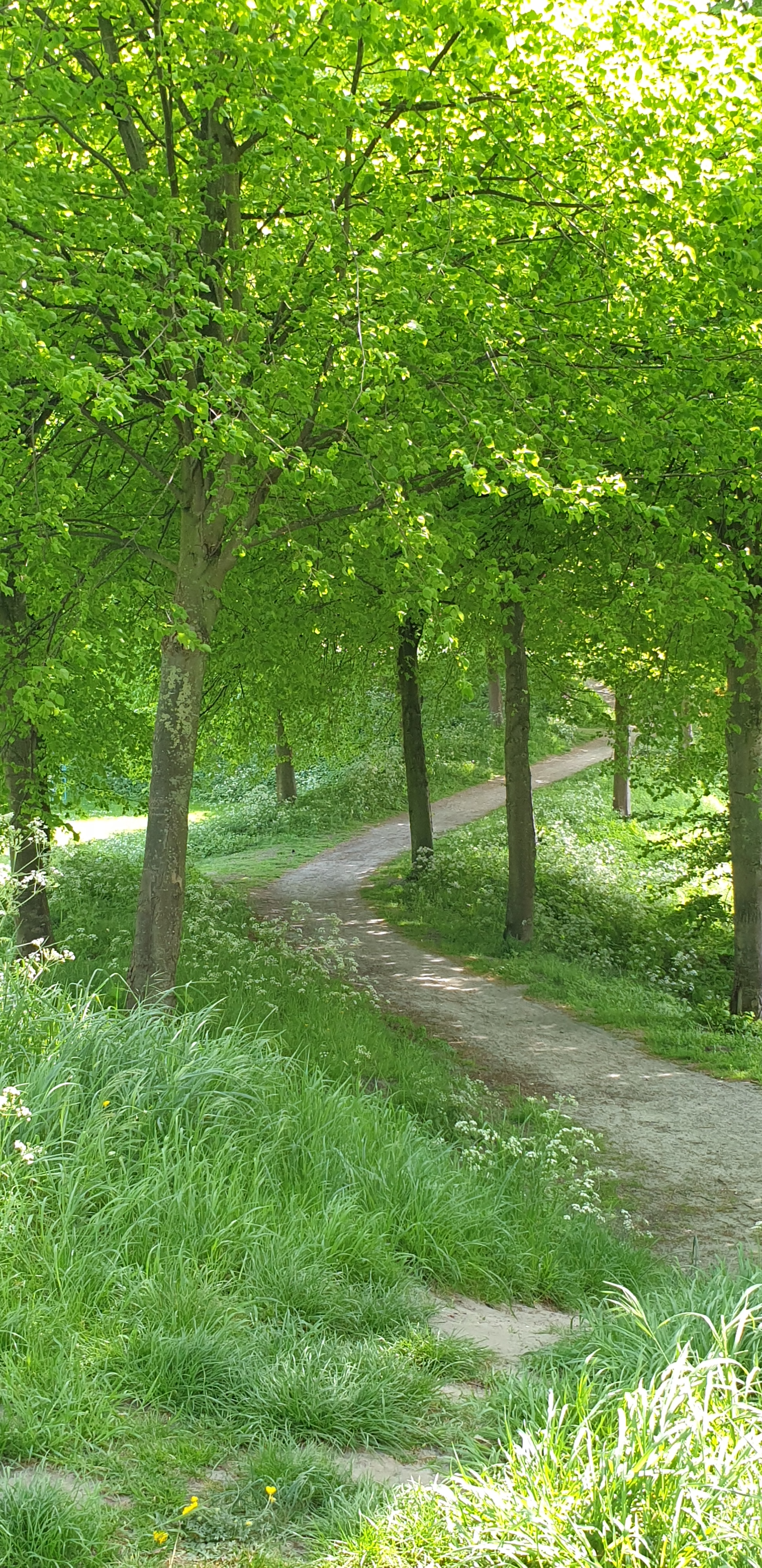
Pad tussen Galgebolwerk en Doelen Bolwerk
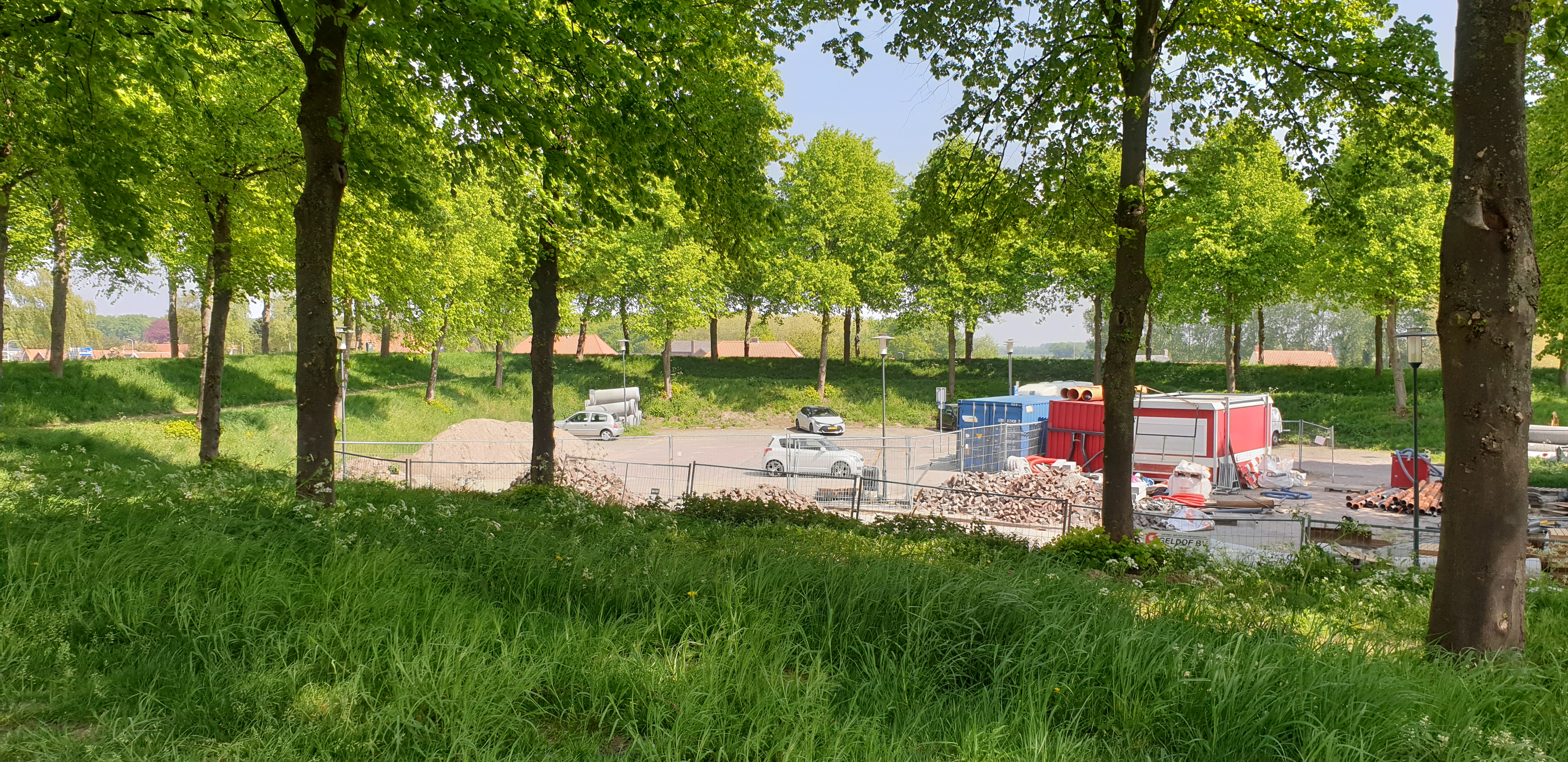
Galgebolwerk3
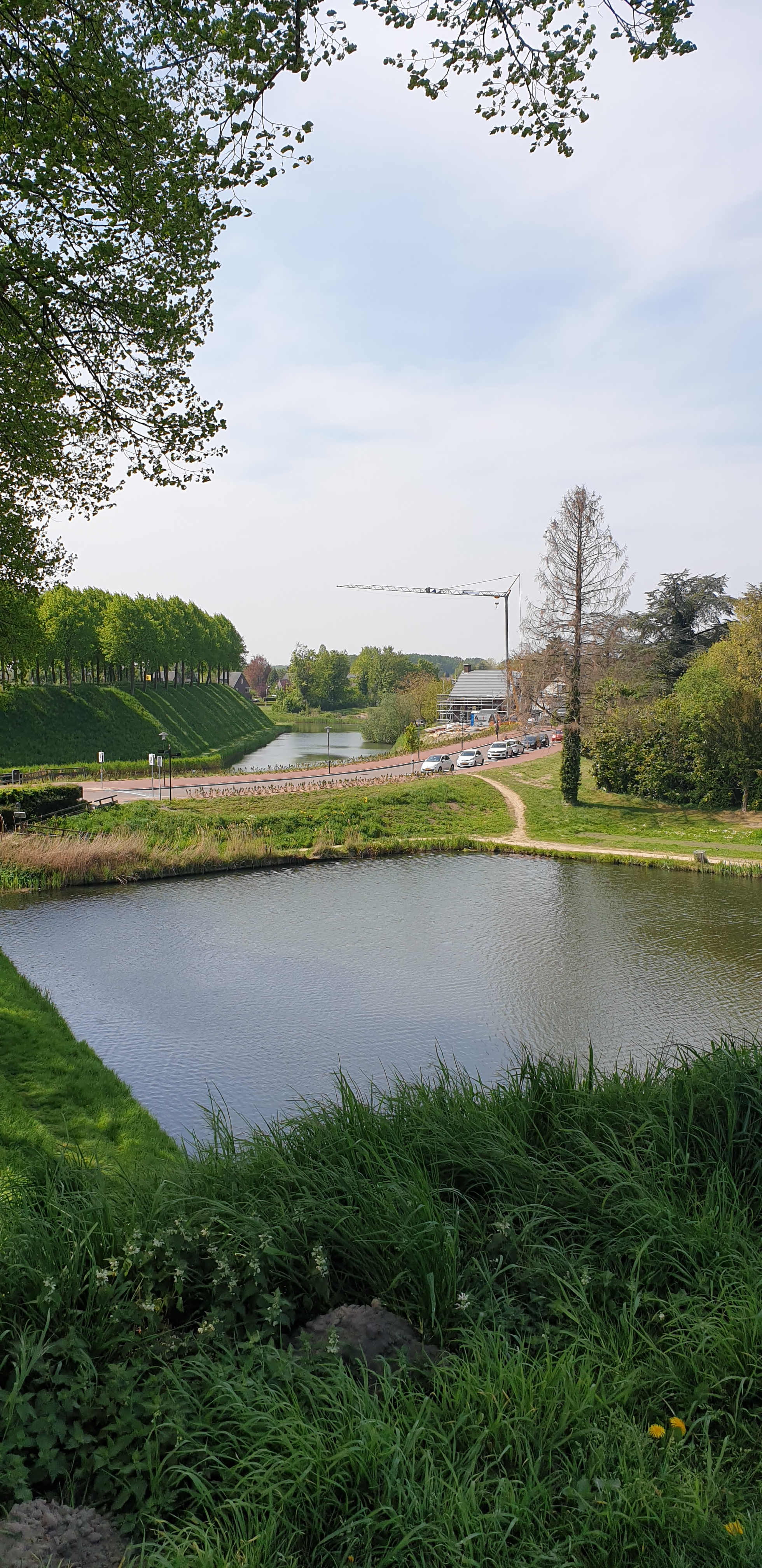
Uitzicht vanaf Molen Bolwerk op Tivoliweg
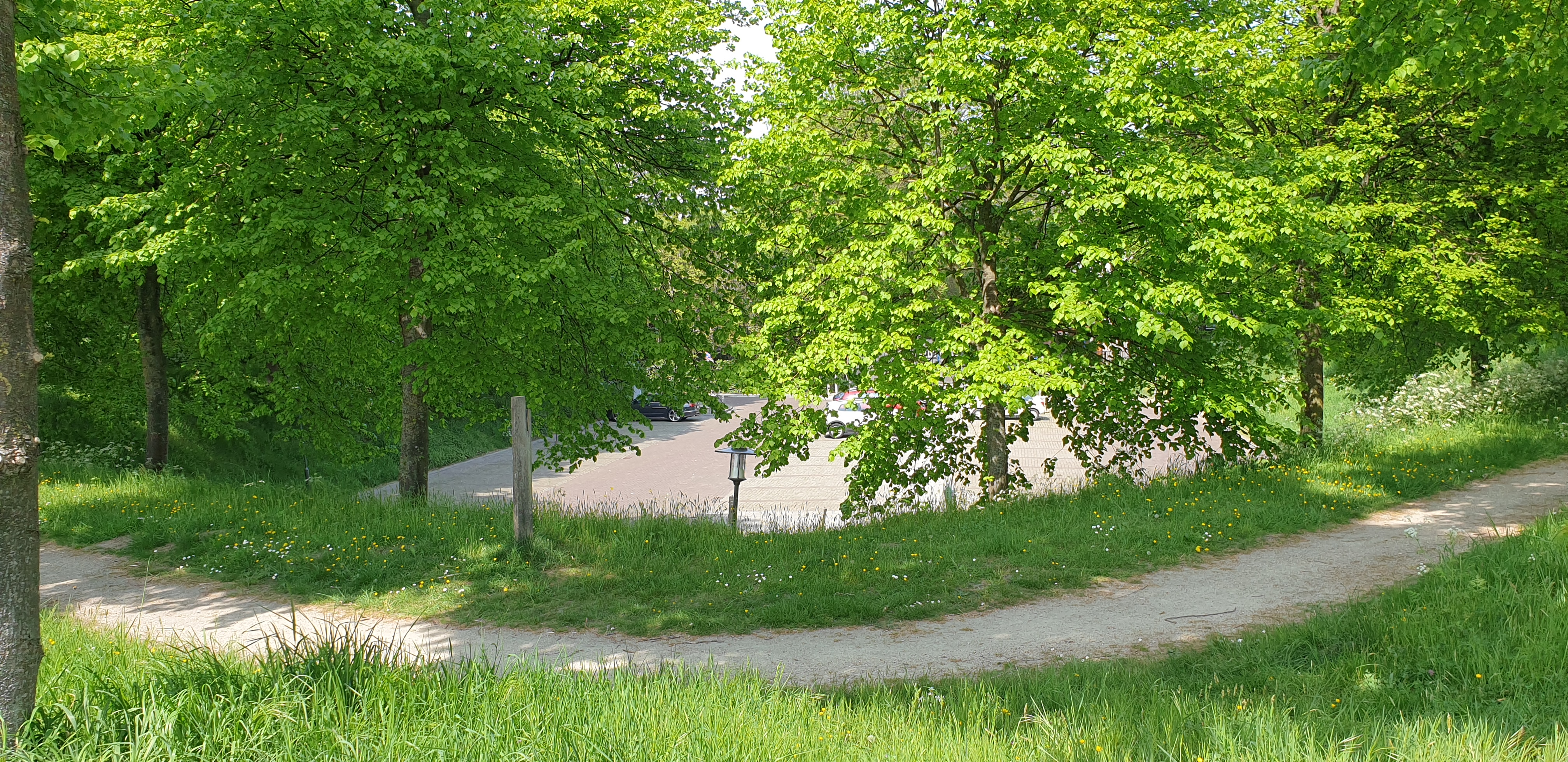
Prince Bolwerk